# ハローキティ
ハローキティ（英: Hello Kitty）は、日本のサンリオによるキャラクター。
主人公のキティ・ホワイト（Kitty White）は、猫をモチーフに擬人化したキャラクター で、向かって右側の耳の付け根にトレードマークである赤いリボン、またはそれに類する飾りをつけているのが特徴。サンリオを代表する看板キャラクターである。通称は「キティちゃん」。「キティー」は誤表記であり、正しくは「キティ」である。

## 概要
発表当初は「女子児童向けキャラクター」であったが、現在では男女問わず、広い年齢層に支持されている。1990年代後半には持ち物全てをキティグッズで揃えた若者たちを指す「キティラー」 という言葉も生まれた。
また、グッズは2009年時点で世界約70カ国で展開され、年間5万種類が販売されており、年間売上4000億に到達する年もある。日本国外にもファンが存在する。著名人ではマイリー・サイラスやヒルトン姉妹やキャメロン・ディアス、アヴリル・ラヴィーン、マライア・キャリー、リサ・ローブ、ブリトニー・スピアーズ、クリスティーナ・アギレラ、レディー・ガガ、レオナ・ルイス、ジャッキー・エヴァンコ等がキティファンとして知られる。日本国外では日本のポップカルチャーの代表的存在の一つとして認識されている。また、日本国外に輸出されて使用されている言葉である「カワイイ」の象徴とも言われている。
日本では著名なキャラクターであり、キティグッズは文房具を中心として食品、パソコンから自動車及びカー用品まで、日常生活のほぼ全領域に渡る。日本国外でも、国によっては多岐に渡るキティグッズが販売されているところもある。例えばミラノのブランドショップ街には、建物の2階フロアまるごとを占める、アクセサリーだけでなく日用品も含めたキティグッズ専門店が存在するという。

## 来歴
キャラクターとしての開発は1974年で、公式にはこの年が誕生年になっているが、初号グッズの販売は1975年3月である。最初のグッズはビニール製のがま口「プチパース」であった（当時の定価は240円）。このプチパースはキティを含め6種類のキャラクターで発売されていたが、キティのものだけが圧倒的に売れたという。以前はサンリオ社内にも残っていなかったが、顧客が所持していたプチパースをサンリオに寄贈したため、これ1個のみが現存し、展示されている。プチパースは1度だけ限定で復刻販売された。
ハローキティはいちご新聞の1975年5月1日号（2号）で水泳選手ジェニー・ターラルの記事の挿絵として紙面に初登場した。最初期は名がなく暫定的に「名前のない白い子猫」などと呼ばれ、1975年頃に『鏡の国のアリス』に登場する子猫にちなみ「キティ」という名が付けられた。キャラクター名の姓「ホワイト」は、後の設定変更で付け加えられたもの。
初期のグッズに描かれたキティは横向きで座ったポーズを取っているが、ラフスケッチの段階では横向きのほかに正面向きのものもあった。初代デザイナーの清水侑子が当時のアシスタント（後の2代目デザイナーである米窪節子）に横向きと正面向きのどちらがいいかを尋ねたところ、横向きのほうがシンボリックでいいと返答したので、横向きを採用したという。1976年、初代デザイナーの清水侑子の退社に伴い、デザイナーが米窪節子にバトンタッチ後、1977年に初めて立ったポーズのグッズが発売された。1980年にデザイナーが現在の山口裕子にバトンタッチ後、デザインに自由度を持たせるためにキャラクターデザインを調整してフォルムが刷新され、1982年には自由なポーズのキティが公表された。
1986年には、ハローキティのファンクラブが結成された。
2004年7月8日、若い女性の間でのペットブームを背景として、キティが飼っているネコとハムスターという設定のキャラクター、チャーミー・キティとシュガーが発表され、翌年にはチャーミーの妹のハニー・キュートが発表された。キティは擬人化されているとはいえ、猫が猫を飼っているということになる。サンリオではチャーミーはキティとは独立したキャラクターとして位置づけられている。チャーミー等が「飼い主」のキティと同じ商品に登場することはほとんどないが、『いちご新聞』2004年11月号（441号）の表紙ではキティがチャーミーを抱きかかえている。
1993年、キティの幼少期という設定のシリーズ「ベビーキティ」でキティのボーイフレンドのダニエルが初登場。1999年に成長した姿が登場した。1999年以降、ディアダニエル (Dear Daniel) として、独自の展開が行われている。
1998年には、キティの友達のキャシーの妹という設定の「デイジー」と、同じくキティの友達のトーマスのいとこという設定の「コロ」のキャラクター、「デイジー&コロ」(Daisy & Coro) が発表され、同年9月からキティとは別に商品展開を開始した。
キティは、ユニセフ関連の役職に日本国内限定のものも含め、過去3回就いている。1度目は1983年、米ユニセフのジュニア・アンバサダー（子供大使）に任命された。2度目は1994年、日本ユニセフ協会の子供親善使節に任命された。3度目は2004年、期間限定でユニセフの、「子供たちの特別な友達」に任命された（サンリオでは親善大使と表記。期間限定のため、期日満了の2004年11月1日に退任）。
2004年7月31日から、生誕30周年を記念してキティをモチーフにした作品の展覧会KITTY EX.（キティ・エックス）が全国各地で開催されている。
2008年5月から、国土交通省の中国・香港観光親善大使に任命されている。
女性向けというイメージが強いハローキティだが、ハローキティの生誕40周年の節目を機会にその既成概念を覆すべく、ハローキティの男性向けブランドである「ハローキティメン」プロジェクトを2014年9月より立ち上げ、阪急メンズ東京（有楽町）の展覧会でTシャツなどの展示を皮切りに、さまざまな男性向けアイテムの商品展開が行われている。
2018年8月29日にYouTubeにて公式チャンネル「HELLO KITTY CHANNEL」が開設され、YouTuberとして正式デビューした。
2022年7月1日から、公益社団法人ACジャパンの同年度支援キャンペーン「HELLO 地域猫!」（日本動物愛護協会との支援）の広告キャラクターを務めている。

### キティブーム
ハローキティは、1977年頃に第一次ブームが、1985年頃に第二次ブームが起こっているが、その間に低迷期が到来している。
実際にキティの人気が最も低迷していたのは1970年代末頃のことである。1979年、二代目デザイナーの米窪節子の退社に伴い、新たなデザイナーに山口裕子が1980年に社内コンペで選ばれ、山口は全国各地でキティの絵を描くサイン会を開く、毎年柄を変える、季節により変える、グッズの対象年齢によってデザインを変えるなどのさまざまな工夫を凝らし、売り上げ上位を保持し続けた。
山口によれば、この時期のキティは人気低迷が著しく「めちゃくちゃ地味な存在だった」といい、後発のリトルツインスターズの人気に大きく差をつけられ、「（キキとララに対して）「誰、そのネコ?」みたいな感じだった」「何をしてもキキララと比較された」という。「キティをサンリオで最も売れるキャラクターに育て上げたい」という目標の元、山口は徹底した顧客リサーチを行うと共に、得られた意見に基づきデザイン修正を繰り返した。そして1983年の第一次テディベアブームに乗って描いた「テディベアを抱いたキティ」の絵のテディベアを、「キティのおともだち」という設定でキャラクター化し、1984年に「タイニーチャム」として独立展開させた。結果として、タイニーチャムは国内のみならずアジアやアメリカでも大ヒットし、それに伴ってキティの人気も急速に向上していったと述懐している。
1996年頃から、女子高生やOL・主婦などの間でハローキティブームが起こった。『プリント倶楽部』のハローキティ版が人気となり、サンリオが1995年頃から強化しはじめた高校生以上向けのキティ商品が相次いでヒットした。小泉今日子・華原朋美・神田うのといった芸能人がテレビや雑誌でキティ好きを公言したことでブームに火が付いたとされる。実際に1990年代後半頃、サンリオの収益の7割近くをハローキティのライセンシング・キャラクターグッズ売上が占めていたというデータもある。1997年、華原朋美の影響による効果をサンリオ社長が認める発言もしていた。ちなみにサンリオは当時、ブームになると後にすたれやすいという理由で、ブームを歓迎しなかった。このキティブームはサンリオの業績アップに大いに貢献した。
1999年9月、シンガポール国立博物館で開催された展示会において、ハローキティの人形が販売したところ、シンガポール国立博物館にはキティファンが殺到し、長蛇の列ができ、2000年にマクドナルドのシンガポール法人がミレニアムを記念してウエディングドレス姿のハローキティを販売したところ、キティファンが殺到する「ハローキティ騒動」が起きており、2013年6月27日、マクドナルドのシンガポール法人がハローキティの布製マスコット人形がおまけとしてついてくる「ハッピーミール」を販売したところ、マクドナルド各店舗前には、発売前日の26日夜からキティファンが店舗に殺到、開店直後にマスコット人形が完売してしまう店舗が出たため混乱が発生、行列に横入りする人が出たり、キティファン同士がもめて警察が呼ばれる騒ぎとなった。2014年4月23日、マクドナルドのシンガポール法人がハローキティの限定マスコットセットをインターネットで1セット＝80シンガポールドル（約6500円）で先行販売したところ、ウェブサイトにキティファンのアクセスが殺到、販売開始から1時間20分でサーバーがダウンした。1999年の夏、ハローキティが台湾で大流行し、台湾のマクドナルド各店で「ハローキティ騒動」が勃発した。台湾のマクドナルド各店では、プロモーションのため、ハローキティ人形を、1ヶ月で計4タイプ、マックセットを注文した客には69ニュー台湾ドル、ハローキティ人形だけの場合には119ニュー台湾ドルで販売したところ、台湾のマクドナルド各店では開店前の夜中から長い行列ができ、最初の90分で20万体のハローキティ人形が売り切れるなど50万個用意したハローキティ人形は開店とほぼ同時に売り切れ、台湾のマクドナルド各店は販売を正午に変更するなどして対応したが、その後も毎週販売とほぼ同時に売り切れとなり、行列を待つ人の間での暴力事件も起きた。また、台湾の美術館のアウトレットでは、何千人もの人が並んでいるのに、ハローキティ人形が140体しかなく、大混乱に陥り、美術館はハローキティ人形の販売を中止した。ハローキティは、アジアでの人気が特に高く、香港のマクドナルド各店も1999年7月にハローキティ人形を販売したが、全部で250万個のハローキティ人形は3日で売り切れ、香港のイオンクレジットサービスは、9ヶ月で10万枚のハローキティのマスターカードを発行した。また、ハーモニーランドの1998年の外国人観光客の80%が香港人であり、1999年は70%が台湾人である。

## デザイナー
- 清水侑子（初代。1974年 - 1976年[15]）
- 米窪節子（2代目。1976年 - 1979年[26]）
- 山口裕子（3代目。1980年 - [26]）

## 設定

ハローキティの家族と友達

### キティ・ホワイト
- 生年月日：1974年11月1日[48][注釈 5]
- 出身地：ロンドン郊外[注釈 6][23]
- 性別：女の子
- 血液型：A型[3][注釈 7]
- 得意なこと：クッキー作り[3][51]
- 身長：りんご5個分
- 体重：りんご3個分[注釈 8]
- 好きな食べ物：ママの作ったアップルパイ
- その他
  - 将来の夢はピアニストか詩人。1981年に両親からグランドピアノをプレゼントされる[52]。
  - つけているリボンはミミィとキティをママが見分けるために付けた[51]。
  - 大切な宝物は思い出の詰まったアルバムとフェアリーテイルブックと森で見つけた鍵。[53][54]。
  - 尊敬している人は父（ジョージ）[55]。

### 家族
ミミィ (Mimmy White)
双子の妹。リボンは、姉・キティの反対（右耳）に付いている（1976年設定追加）。リボンの色はキティの赤に対して黄色であることが多い。アニメではキティの相手役として準主役を務めており、趣味はお菓子作りと読書。礼儀正しく家庭的な性格で、好奇心旺盛で積極的に行動するが向こう見ずなキティを抑える役回りが多い。オリジナルストーリーの内の一つ『すてきな姉妹』はミミィが主役のエピソードである。
双子は怖い場面に遭遇するとすぐお互いに抱きつく習性がある。
ジョージ (George White)
父。商社マン。性格はユーモアセンス抜群。趣味はゴルフとドライブ（1976年設定追加）。
2016年に第6回イクメン・オブ・ザ・イヤー（キャラクター部門）を受賞、「ほいく男子応援大使」に1年間任命された。誕生日は6月3日。
メアリー (Mary White)
母。専業主婦（元ピアニスト）。趣味はお菓子作り（1976年設定追加）。
三菱自動車の「ハローキティブランケットプレゼントキャンペーン」CMではおちゃめな性格である。誕生日は9月14日。
アンソニー (Anthony White)
祖父。趣味は絵描き（1979年設定追加）。誕生日は10月25日。
マーガレット (Margaret White)
祖母。趣味は刺繍（1979年設定追加）。誕生日は3月31日。
祖父母はキティの町から少し離れた田舎町で暮らす。
先祖
2013年7月20日にピューロランドに新設された新エリア「サンリオタウン」の新アトラクション「レディキティハウス」において、キティの先祖のおばあさんである『ローズ・ホワイト』、キティの先祖のおじいちゃんである『フランク・ロイド・ホワイト』の存在が明かされている。

### ボーイフレンド・ダニエル・スター(Daniel Star)
キティのボーイフレンド（1993年設定追加）。
キティとは赤ちゃんの頃からの相思相愛の仲だったが、パパ（カメラマン）の仕事の関係で南アフリカのプレトリアに引っ越してしまった。その後キティと再会する（再会する部分のみ1999年設定追加）。キティと同い年。

### 友達
キティたちが通う自慢の学校は大きな木々に囲まれて立地している。
ジョーイ (Joey / Joy)
クラスでキティの一番のなかよしなネズミの男の子。ちょっとそそっかしいけど、かけっこが大得意。
ジュディ (Judy)
とても明るくて、活発なネズミの女の子。ジョーイのガールフレンド。
フィーフィー (Fifi)
おしゃべり上手で活発なヒツジの女の子。ちょっぴりおしゃまさん。
ジョディ (Jodie)
お勉強が大好きで物知りなイヌの男の子。将来の夢は研究者。
ティム&タミー (Tim & Tammy)
みんなが遊んでいるといつの間にかに仲間に入ってきちゃうサルの兄妹。
トレーシー (Tracy)
いたずらっ子でクラスで一番元気なタヌキの男の子。
ティッピー (Tippy)
力持ちで優しいクマの男の子。キティのボーイフレンドを目指している。
トーマス (Thomas)
ちょっぴりあわてんぼうなクマの男の子。楽しいジョークでみんなを笑わせてくれる。なお、サンリオキャラクターの「コロちゃん」とはいとこの関係である。
キャシー (Cathy / Kathy)
ウサギの女の子。
ローリー (Rory / Rorry)
キティ達に、森の秘密を教えてくれるリスの男の子。
モーリー (Mory / Moley)
恥ずかしがり屋さんなモグラの男の子。キティのお家に住んでいる。
タイニーチャム (Tiny Chum)
キティの真似をして頭にリボンをつけているいたずらっ子なテディベアの男の子（1983年設定追加）。タイニーチャムのパパがお仕事でニューヨークへ行っている間、キティのお家に住むことになった。誕生日は10月27日。色違い（自分を含めてカフェオレ・ピンク・水色・黄色・薄紫色・ミントグリーン）の六つ子の兄弟の一人。
タイニーピンク (Tiny pink)
ピンクのテディベアの女の子。さっぱりした性格。誕生日は10月27日。色違いの六つ子の兄弟の一人。
タイニーブルー (Tiny blue)
いつもニコニコしていて心優しいテディベアの男の子。誕生日は10月27日。色違いの六つ子の兄弟の一人。
タイニークリーム (Tiny cream)
甘えん坊なテディベアの男の子。誕生日は10月27日。色違いの六つ子の兄弟の一人。
タイニーラベンダー (Tiny lavender)
スポーツ万能で活発なテディベアの男の子。誕生日は10月27日。色違いの六つ子の兄弟の一人。
タイニーグリーン (Tiny green)
のんびり屋さんで大人しいテディベアの男の子。誕生日は10月27日。色違いの六つ子の兄弟の一人。

### ペット
キンギョさん
キティの最初の友達。
チャーミーキティ (Charmmy Kitty)
声 - 大谷育江
パパからプレゼントされたメスのペルシャネコの女の子（2004年設定追加）。
キティの言うことをよく聞くおとなしくて、ちょっぴりおすましな性格。
誕生日は10月31日。名前の由来はチャーミングだから。左耳にフリルのついた濃いピンク色のリボンをつけている。
首につけている（キティが森で見つけた大切なアンティークの宝石箱の鍵）鍵のネックレスが宝物。持っているとラッキーなことが起きるらしい。
キラキラ光るものが好き。
ハニーキュート (Honey Cute)
声 - 吉田真弓
チャーミーとひとつ違いの妹（2005年設定追加）。
誕生日は9月23日。体の色は薄いピンク。チャーミーと同じくリボンをつけており、両耳につけている。
前足の片方にはトレードマークのハートのブレスレットをつけている。（キティの宝箱に入っていたもの）。チャームポイントは、いちごミルク色のフサフサヘア。
シュガー (Sugar)
声 - 篠原恵美
ダニエルからプレゼントされたオスのジャンガリアンハムスターのスノーホワイトという種類の男の子。（2004年設定追加）。誕生日は5月1日。ちっちゃくてやんちゃで、態度もオウヘイ。チャーミーにいつもくっついている。ティラミスに密かに片思い中。

#### ペットの友達
- ブラックオパール（声 - 小桜エツコ）、パール（声 - 皆口裕子）、ルビー、サファイア、エメラルド（声 - 佐久間レイ）: チャーミーの友達のシャムネコ[67]（2005年設定追加）。
- ティラミス（声 - 皆口裕子）、ミルフィーユ、ビスケット、ショコラ: シュガーの友達のハムスター（2005年設定追加）。

### 町の人
おまわりさん (Policeman )
おもしろくて親切なイヌのおまわりさん。キティたちを見守っている。
ゆうびんやさん
郵便を届けてくれるヤギの郵便局員のおじさん。
おいしゃさん
イヌのおいしゃさん。
ハンバーガーやさん
絶品ハンバーガーを作るクマのハンバーガー屋のお兄さん。
キャンディーやさん
やさしくて世話好きなクマのキャンディー屋のおばさん。

## エピソード等

### ハローキティに関する豆知識
- キティには口が描かれていないが、「口がない」のではなく、見ている人と感情を共有できるようにあえて「描かない」とされている[3][69][70]。また、「思いやりや優しさを言葉だけでなく態度で示そう」というメッセージも込められている[71]。
アニメ版では、表現上口を描かないわけにもいかないので口がある（口が描かれていないのに喋れるキャラクターはロボットのみである）が、現デザイナーである山口は「初アニメ化の際に口をつけたのは失敗だった」と語っている[72]。2006年度制作の『ハローキティ りんごの森シリーズ』では口がない。
なお、2013年10月8日にキティとペコちゃんの服装が似ている（両者とも赤いオーバーオール姿）という理由から友情コラボした際や[73]、ハローキティの誕生40周年を記念して2014年7月15日に不二家とのコラボレーション商品が発売された際には、ペコちゃんのような口があるように見える舌と口のメイクがされたキティが商品に描かれた[74][75]。デザイナーはキャラクター性から口を描くわけにもいかず、コラボレーションの際にそのためのストーリーを創るなど、その対処に苦慮した[76]。他にもアメリカのロックバンドキッスとのコラボレーション商品を開発した際に、地獄メイクをして仮装のための「付け舌」を装着したキティが商品展開されている[77]。
- キティは登場当初、男の子という設定だった。青いサスペンダーズボンに赤いリボンの姿は女の子にも見えるが、サンリオ商品を買うともらえるチャームの一つ、ミニブックにも妹のミミィが「お兄ちゃん」と呼んでいるページがある。
- キティのカオは耳のリボンを除き左右対称になっているように見えるが、実際は左右が微妙に違っていて非対称である。リボンも左右では非対称になっている。完全に対称にデザインするとシンボリック過ぎるためである[78]。
- キティにはダニエルが登場する以前にも、一時期ボーイフレンドが存在していた。『いちご新聞』1980年1月1日号（115号）にて「恋人宣言」。ボーイフレンドの名前を読者公募したが、その後サンリオキャラクターとして定着することはなく消えた存在になった[79]。
- 2014年、人類学者のクリスティン・R・ヤノ (Christine R. Yano) がロサンゼルス・タイムズに語ったところによると、ハローキティ展覧会でキティを「猫」と表現したところ、サンリオに「キティは猫ではない」と訂正されたとしている[1]。一方、ゲーム関連ニュースサイトのKotakuアメリカ版がサンリオ本社に問い合わせたところによると、キティは猫がモチーフ（猫の擬人化）であり、「キティは猫ではない」というのは言いすぎだと返答されたとしている[2]。
- 50 m走は7秒台で走ることが出来る[55]。
- ハローキティは、スヌーピーグッズなどを販売していたサンリオが、スヌーピーに対抗して自社オリジナルキャラクターを開発しようと生み出したキャラクターの一つである[80]。

### 出版物
- 『いちご新聞』でキティが初めて表紙を飾ったのは、1975年11月1日号（14号）である[19]。ボーイフレンドのダニエルは2001年5月号（399号）、ペットのチャーミーは2004年8月号（438号）で初表紙になっている[29]。1980年6月15日号（126号）ではキティのパパのジョージが、1981年5月15日号（148号）ではキティのママのメアリーが表紙を飾っている[81]。また、いちご新聞の姉妹誌である『サンリオ』では1977年6月号（No.2）でキティが初めて表紙を飾っている[82]。
  - いちご新聞の中面での初登場は1975年5月1日号（2号）。1976年1月5日号（18号）ではインタビューに答えており、その時は今のような「言葉」ではなく、「ニャーニャー」と猫らしく鳴きながら答えていた[83]。
- 1976年〜1979年にサンリオが発行していた少女漫画雑誌『リリカ』で、ハローキティがコミック化された。
- 1979年〜1993年にサンリオが発行していた幼児向け雑誌『あそびの国』の表紙には、季節ごとに撮影専用に作られた衣装をまとったキティのぬいぐるみが登場していた。
- 1994年前後から、幼児〜小学校向けの生活科教育用ソフト「キティタウン」が、インターチャネル・ホロンより提供されている。
- 1999年3月3日、小学館からキティを表紙にした辞書『ポケットプログレッシブ英和・和英辞典 ハローキティ版』が発売された（2003年には第2版を発行）。サンリオが辞書を含む学術書に自社のキャラクターのライセンスを付与するのはこれが最初とされる[84]。
- 福米ともみによる漫画『ハローキティ DOKI☆』が雑誌『りぼん』（集英社）2007年6月号から2008年5月号まで連載された。
- 文: 市川丈夫、絵: 依田直子による『小説ハローキティ』シリーズ（角川つばさ文庫）が2015年現在、3巻まで発行されている。
- 2014年、哲学本「ニーチェ」を題材とした書物『ハローキティのニーチェ 強く生きるために大切なこと』（朝日文庫）が出版された。
- 同年、キティ初の写真集『キティだって休みたいときがあるんです。』（編: アミューズメント出版部、講談社BOOK倶楽部）が発行された。
- 2016年、エッセイ「道をひらく」を題材とした書物『ハローキティの「道をひらく」』（PHP研究所）が出版された。
- 2019年、脚本：井上敏樹、作画：神誡しゃくあによる漫画『パワーザキティ イチゴマン』を刊行開始。

### キャラクターグッズ
- 日本のキャラクターとして、様々な「初物」の記録をもつ。すなわち、米国で初めて絵本が出版された日本のグッズ用キャラクター（1982年、ランダム・ハウス社：ハローキティとマイメロディの絵本を同時に出版）であり、全米の3大テレビネットワークで初めてテレビ番組化された日本のキャラクター（1987年、『Hello Kitty's Furry Tale Theater』）であり、さらにフランスのユーロ硬貨に初めて描かれた日本のキャラクター（2005年、フランス国立造幣局が発行）となった。2010年9月には、千葉県松戸市の（株）栗原酒販より「ハローキティ・シャンパン」が発売された。フランスの本物のシャンパンとのコラボレーションは世界初である[注釈 9]。
- 成人向け商品である酒・タバコに関連する製品はソフトリカー（ワイン程度まで。ビールにはない）や喫煙具（ライターやパイプ本体など）のみ許諾が行われることがあり、キティワイン、ジッポーライター（誕生30周年の2004年に限定品として発売）は実在する。また、ワイン（ボジョレー・ヴィラージュ・ヌーヴォー）が存在し、日本国内限定販売品である。ワインの輸入代理店は、伊藤ハム。ワインの中身は2005年現在トゥール・ダルジャン。さぬきワイナリー（香川県さぬき市小田）が醸造販売するワインにもライセンスされ、ラベルにキティの顔が描かれた「ハローキティワイン」が販売されている。
- 日本全国の駅の売店や観光地などで、それぞれの土地にちなんだ装飾を施した「ご当地キティ（御当地キティ、地域限定キティ）」と呼ばれるハローキティグッズが販売されている。「ご当地キティ」の第1号は、1998年に北海道限定で発売された「ラベンダーキティ」である[85][86]。全国各地の名産、名物で展開され、毎年新作が発表されつづけている。日本のみならず、韓国・台湾・香港などのアジア諸国においてもご当地キティが2000年頃より発売されている[86]。2014年にその数は3000種類にも達した[85]。コレクターも多数おり、希少価値の高いものはオークションなどで、高値で取引されることもある。中には「福岡競艇場限定ご当地キティ」のように、ある特定の施設もしくは特定の時期でしか入手できないバージョンもある。限定キティも2014年にその数は1000種類存在する[85]。このご当地キティは老若男女を問わず、新たなファン層の開拓に寄与した[86]。（詳細はご当地キティを参照）
- ハローキティグッズを1万点以上所有している千葉県四街道市在住の男性コレクターが「最大のハローキティコレクション」としてギネス世界記録に認定されている[87]。1万点あるコレクションの中から8時間の審査時間に間に合うように5250点を厳選し、審査員による審査の結果、赤いリボンのグッズのみがカウントされて5169点が認定され、それまでのギネス世界記録のレコードホルダーの女性の4519点[88] を650点上回り新記録を樹立した[89][90][91]。
- 2008年5月に行なわれたDIMSDRIVE公開ランキング調査による「集めているキャラクターグッズ」のランキングによると、トップはハローキティで次いでリラックマ、スヌーピー、くまのプーさん、ディズニーの順で、女性ではどの世代でもハローキティがトップであった[3][92]。ただし20代女性ではリラックマとは僅差であった。なお、2008年7月とほぼ同じ時期に行なわれた産経リビングの「OLが好むキャラクター」の調査ではくまのプーさんがトップで次いでミッフィー、リラックマ、ハローキティ、ミッキーマウスの順で、先述のランキングで2位のリラックマや4位のくまのプーさんがハローキティを凌駕している[93]。
- 1980年には、キティのデジタル腕時計（当時の定価は3900円）が100万個以上売れる大ヒットになった[25]。横向きのキティを模しているカバーを開けると中から時計の液晶表示が現れるという当時としてはその斬新なアイデアに世界の人々が驚き、画家のサルバドール・ダリもサンリオ社員が身に着けている腕時計を目にしてそれを絶賛した[94]。
- 1994年に、キティがつけているリボンをハイビスカスに替えたグッズを発売した[35]。
- 1994年に、キティの携帯電話が初めて発売された[35]。
- 1998年1月、サンリオはハローキティをデザインした紳士用雑貨ブランド「キティオム」を立ち上げた[95]。
- 2000年、キティが、読売ジャイアンツ、阪神タイガース、広島東洋カープ、中日ドラゴンズ、ヤクルトスワローズ（当時）、千葉ロッテマリーンズ、日本ハムファイターズ（当時）、福岡ダイエーホークス（当時）以上8球団のプロ野球チームのユニフォームを着た「ハローキティ・プリティリーグ」発売開始。後に、東北楽天ゴールデンイーグルスやメジャーリーグベースボールのバージョンも発売。後にiPod miniにハローキティが彫られたものが発売された。バッティングする姿と走塁する姿の2種類。
- 2004年、日本中央競馬会 (JRA) が創立50周年を記念して、キティが騎手に扮したぬいぐるみを発売した。また、同年以降もJRAのイベントにキティが出演したり、2006年には電話投票サービス開始30周年を記念した「キティの万年カレンダー」がプレゼントとして配布されるなど、サンリオとのタイアップを続けている。
- 2006年5月24日、「Hello Kitty」というロゴのみをデザインしたグッズ、「ハローキティ ロゴ」が発売された[96]。
- 2008年に、古野電気から業界初となるキャラクターETC車載器として「ETC車載器 アンテナ分離型 FNK-M05T (K) ハローキティモデル（既存のマイナーチェンジ）」が発売された[97][98]。後に機能が強化された後継機 (FNK-M07T (K)) が発売された。
- 2008年12月、ゴルフボールのクロマックスメタリックが、クリスマス限定商品として、ハローキティ オリジナルゴルフボールセット を3000セット販売。
- 日本赤十字社は協力を受けて看護師姿の「ナースキティ」を制作（ナースキャップには赤十字章入り）[99]、ノベルティグッズが配布された。
- 2010年7月、韓国版「スカッとゴルフ パンヤ」において、クラブセットやゴルフボール（アズテック）、衣装を販売。
- スイスの時計メーカー、ロマン・ジェロームが、ハローキティとのコラボモデルを3種類限定各76本ずつ発売。

#### 記念品
- 1989年に、サンリオ創業30周年を記念してキティテレビ（当時の定価は6万円）が3000台限定で販売された[100]。三洋電機製の14インチテレビで、回転開閉式のカバーにキティのレリーフデザインが施され、持ち上げるとテレビ画面が現れる[101]。限定3000台のうち、2000台は全国社会福祉協議会、日本赤十字社を通じて病院や福祉施設に寄付され、一般に販売されたのは1000台[102]。発売当時、サンリオの関係者でさえも入手できないほどの人気ぶりだった[103]。2018年8月28日放送の『開運!なんでも鑑定団』に4台が登場し、北原照久の鑑定により計18万円の鑑定額がついた。当時の箱入りなら1台20万円くらいになるという[104]。
- 2004年11月1日、ハローキティの生誕30周年を記念して、ハローキティロボと呼ばれる外観がハローキティの主人公、キティ・ホワイトの姿をしたエンターテイメントロボットが発売された[105]。
- 2009年9月、ハローキティ生誕35周年を記念してリーボックがコラボレーションブランドとして日本向けに「リーボック×ハローキティ」の販売を始めた[3]。（詳細はリーボック・ハローキティ参照）
- 2010年7月、創業日8月10日に際し、サンリオ50周年記念グッズ として、世界で人気のiPod、iPhone全機種に対応するiPodイヤホンアクセサリー「バドクリックス」を「Earclicks LLC（アメリカ）xサンリオ社」のコラボレーションブランドとして販売開始。
- 2019年2月、ハローキティ生誕45周年を記念して、エプソンからSmart Canvasの『Hello Kitty 45周年』限定モデルが発売された[106]。

#### 駅弁
駅弁としては、下記のものが販売された。
- 1997年より駅弁として岡山駅で「ハローキティ（はろうきてぃ）のまつりずし[107]（三好野本店）」が販売開始。
- 2001年には高崎駅で「ハローキティのだるま弁当（高崎弁当）」が販売開始。
- 2004年から2005年にかけて、首都圏の駅や仙台駅等で「Hello Kitty 三段折詰（NRE大増）」が販売された。
- 2005年頃より小倉駅にて「はろうきてぃ祇園太鼓無法松（北九州駅弁当）」が販売開始。

#### キティランド
江崎グリコより発売されている動物をモチーフとしたキャラクタの絵がプリントされた動物ビスケット。1978年より発売のロングセラー商品で、名前とは裏腹にハローキティやサンリオキャラクターとは無関係なオリジナルキャラクターが使用されていた。キティランドが2014年に発売35周年を迎え、ハローキティの方も2014年に生誕40周年を迎えるのを機会に、文字通りのハローキティのキャラクターの絵がプリントされたキティランドである「ハローキティのキティランド」として2013年11月19日より発売されることになり、2016年現在も発売が継続されている。

#### キティ・サンダル
キャラクターグッズの中でも特にヒットした商品。「キティサン」ともいわれる。値段も一般的な履物より廉価かつ種類が豊富で、郊外型の衣料量販店で多く扱われていることから、地方の一部の若者に人気がある。

#### お守り
全国にある神社の中にキティのお守りが売られている場所がある。神社限定な上に、神社によっては季節限定のお守りも存在する。

### 通貨・切手・貴金属・有価証券
- 1994年3月23日に発行されたふるさと切手東京版「夢の架け橋」は、サンリオに勤務していたデザイナーが原画を制作しており、結果的には実現しなかったが当初の案ではハローキティがデザインされていたという[113][114]。
- 2003年3月、三越との共同企画で1000万円のプラチナ製クィーンキティを1点発売。販売当日に現金を持参した男性2名によって抽選販売された。
- 2004年2月6日に、日本でハローキティがデザインされたシール式の郵便切手が発行された[115]。好評のため、同年7月6日に再発行されている[116]。
- 2004年6月、クック諸島の法定通貨であるクックアイランド・ドル（英語版）のハローキティ誕生30周年記念の金貨と銀貨を発売した。
- 2004年9月、日本の造幣局がハローキティ誕生30周年記念の貨幣セットを発売した[117]。
- 台湾の郵政公社が2005年にハローキティを描いた郵便切手を発行している。
- 2006年12月5日から、三越日本橋本店でプラチナ製のフィギュアとジュエリーのセットが1セット限定で販売。価格はキティグッズでは過去最高額の1890万円[118]。
- 2007年10月3日に、純度99.99%の純金製のキティトランプが発売された。価格は当時の税込で、567,000円[119][120]。
- 2009年5月、イギリス連邦ニュージーランドとの自由連合国家クック諸島がハローキティ誕生35周年記念の貨幣セットを発売。実際の製造鋳造はイギリス王立造幣局[121]。
- 純金製の小判にハローキティがあしらわれた「ハローキティ純金小判」が発売されている[122][123]。
- その他、郵政省の「ふみカード」や、KDDIの通話カード、日本マクドナルドの商品券「マックカード」などに描かれたことがある。

### イメージキャラクター
- 京王電鉄は車両のドアの窓ガラスにキティの絵が描かれ、「あぶない ドアからはなれてね!」と書かれた引き込まれ防止ステッカー（ドアステッカー）が、1997年11月から貼られていた[124]。これは、沿線（京王多摩センター）にサンリオピューロランドがあることに因んだと思われる。2000年から毎年、12月下旬に新宿〜京王多摩センター間で京王サンタ特急が運行されていたが、現在は終了している。車内ではクリスマスソングが流れ、キティ・ダニエルなどのキャラクターや案内役のダンサーが乗車していた。また、キティの誕生日、および多摩市市制記念日に合わせるように、2018年11月1日に京王多摩センター駅にて記念セレモニーと出発式が挙行され、一部を除く京王各線でキティを初めとした、サンリオの人気キャラクターが描かれたフルラッピング車両の運行が開始されている[125]。なお、フルラッピング車両の運行の際、ハードルとなる東京都の屋外広告物条例はクリアしている[126]。

サンリオピューロランドの最寄り駅のひとつである京王多摩センター駅では、2016年3月から名誉駅長をつとめており、駅名看板や乗車位置表示、待合室の装飾にも、駅長姿のキャラクターが描かれている。
- サンリオピューロランドがある東京都多摩市では、2004年11月1日より、キティの絵柄入り住民票を同市役所多摩センター駅出張所にて発行している[130]。また、多摩センター駅周辺の標識にも、キャラクターとして採用されている[131]。また、ベネッセコーポレーション東京ビルの東側には「しまじろう広場」が整備され、そこにハローキティとしまじろうのモニュメントが設置され[132]、両キャラクターが共演するイベントも開催されている[133]。また、ハーモニーランドがある大分県速見郡日出町でも2016年12月16日より、キティの絵柄入り住民票を同町役場にて発行し[134]、日出町にある暘谷駅がリニューアルされた際に駅舎にキティなどのキャラクターが装飾されている[135]。
- 京王プラザホテルはサンリオとタイアップして、京王プラザホテル新宿に「ハローキティルーム」と称するハローキティで装飾された客室を設置しているが、サンリオピューロランドの至近に立地する京王プラザホテル多摩にもハローキティで装飾された「キティタウンルーム」と称する客室が2014年11月1日設置された[136][137][138]。今後も、フォトスポットの設置や、マイメロディおよびリトルツインスターズで装飾した部屋の増設を予定している。
- 2004年7月17日、西武園ゆうえんち内に、サンリオとの提携によるハローキティのテーマパーク『ハローキティメルヘンタウン』がある[139]。
- 2004年8月1日、ユニバーサル・スタジオ・ジャパンのキャラクターにハローキティが加わった[140]。当初は、1ヶ月間だけの期間限定訪問とされていたものの、期間が終了した後もそのまま滞在が続き[6]、現在ではパークを代表する人気キャラクターとしてすっかり定着している。また、2005年3月18日には、パークオリジナルのハローキティグッズを専門に扱うショップ「ハローキティ・セレブリティ・スタイル」が、パーク内にオープンしている。
- 1998年2月に、第一勧業銀行（当時）のイメージキャラクターとしてキティが採用され、それ以後の希望者には、キティの絵柄入り通帳とキャッシュカードが発行されている[141]（なお、それ以前には三菱銀行のキャラクターとして通帳などに採用されていたこともあった）。2002年の合併によりみずほ銀行となってからは、一般顧客に対するキティの絵柄入り通帳・キャッシュカードの発行はなくなったが、現在でも同行の「イメージキャラクター」であり、2004年11月29日以後、同行の子会社であるユーシーカードを保有している希望者に対しては、キティの絵柄入り通帳とキャッシュカード（クレジットカード一体型）を発行している。
- 1999年に、台湾の誠泰銀行（現在の新光銀行）のイメージキャラクターに、キティとバッドばつ丸が起用された。
- はとバスの定期観光バスのうち、2台の2階建てバス（バンホール・アストロメガ）が2005年にハローキティバスに改装され、「御当地キティ」の一環として主に東京都内の専用コースに就役している。時期によってはこのバスを使ってサンリオピューロランドへの日帰りツアーも行われる。車体の絵柄は2台で異なっていたが、2012年には1台がオー・ソラ・ミオに改修された。

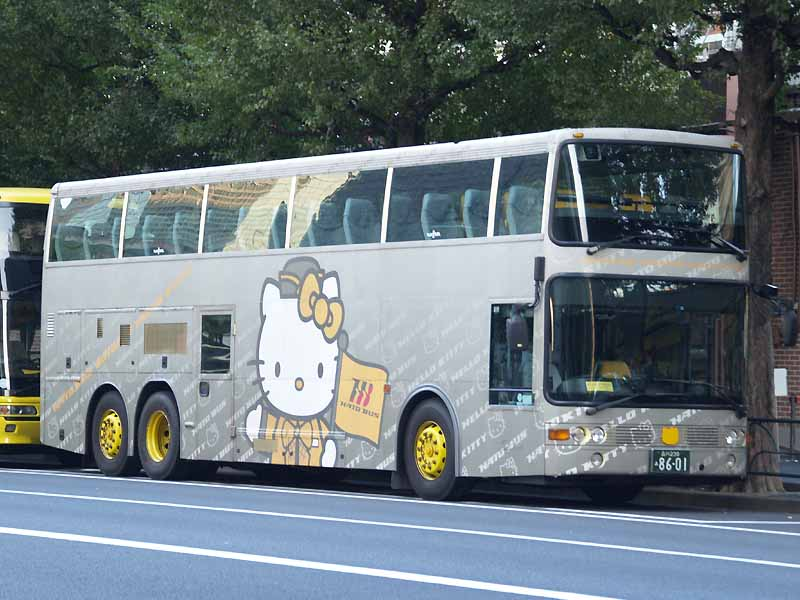
2005-2006年バージョン 1号車
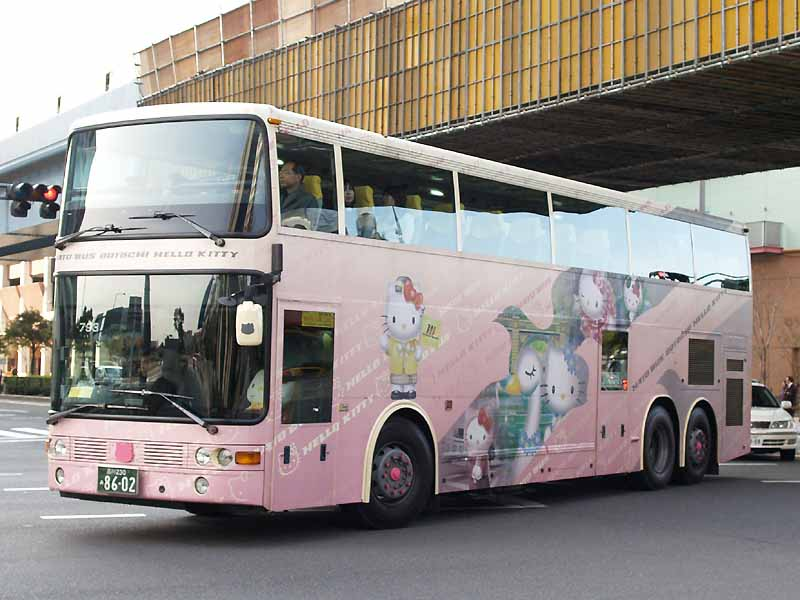
2005-2006年バージョン 2号車
2007-2008年バージョン 1号車
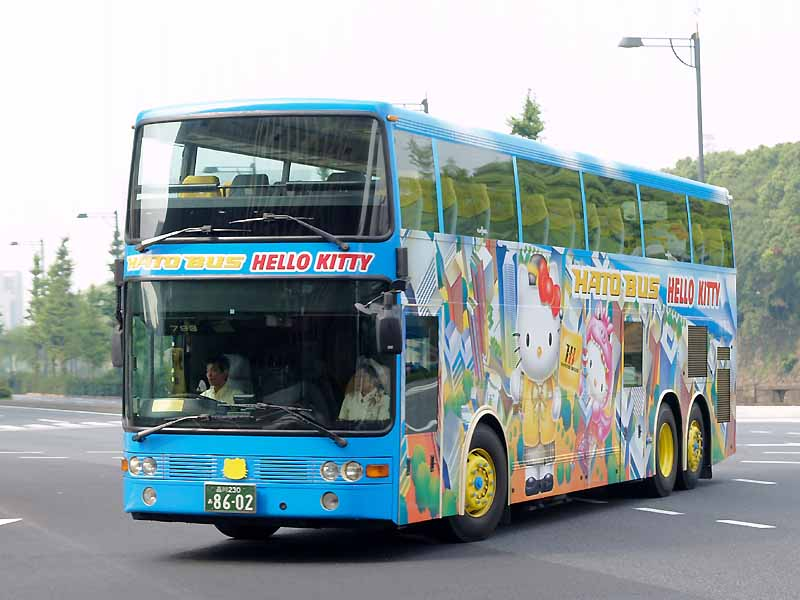
2007-2008年バージョン 2号車
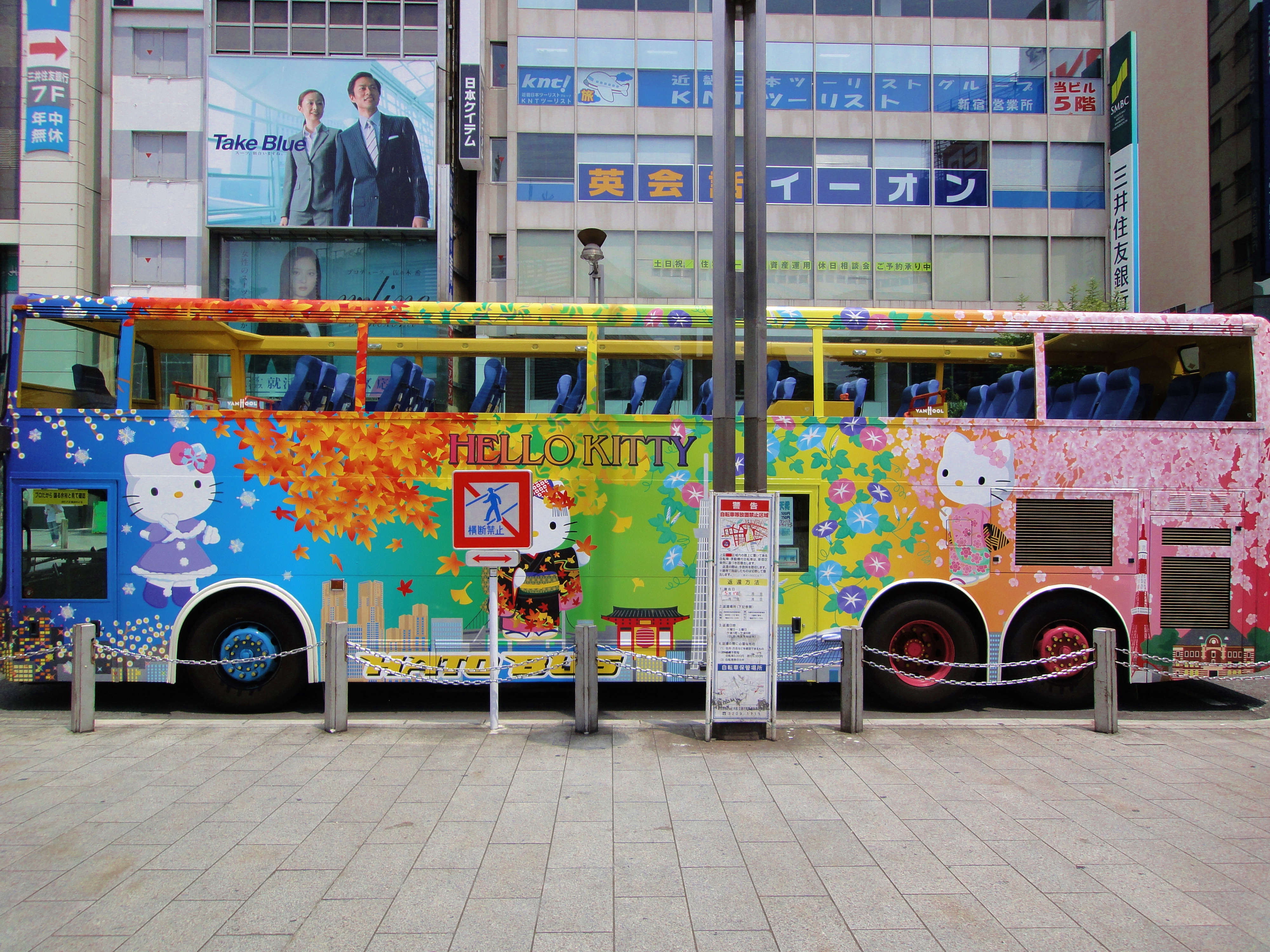
2012年バージョン 1号車

- 台湾のエバー航空が、エアバスA330-200型機の機体に、ハローキティをはじめとするサンリオキャラクターを塗装した「ハローキティジェット」を、2005年10月22日より福岡 - 台北路線に、また、2005年11月10日からは、成田 - 台北路線にも就航した。さらに、2006年10月21日からは関西と中部、仙台路線に「ハローキティジェット・バージョン2」が就航したが、両機とも2008年10月に運航を終了した。なお、ハローキティジェットの機体は、2009年3月をもって通常の塗装に戻された。2011年11月1日に同じくエバー航空により新ハローキティジェットが札幌 - 台北路線で運航されることとなった。これは当時のエバー首脳陣だった張國煒のアイデアも反映されている。

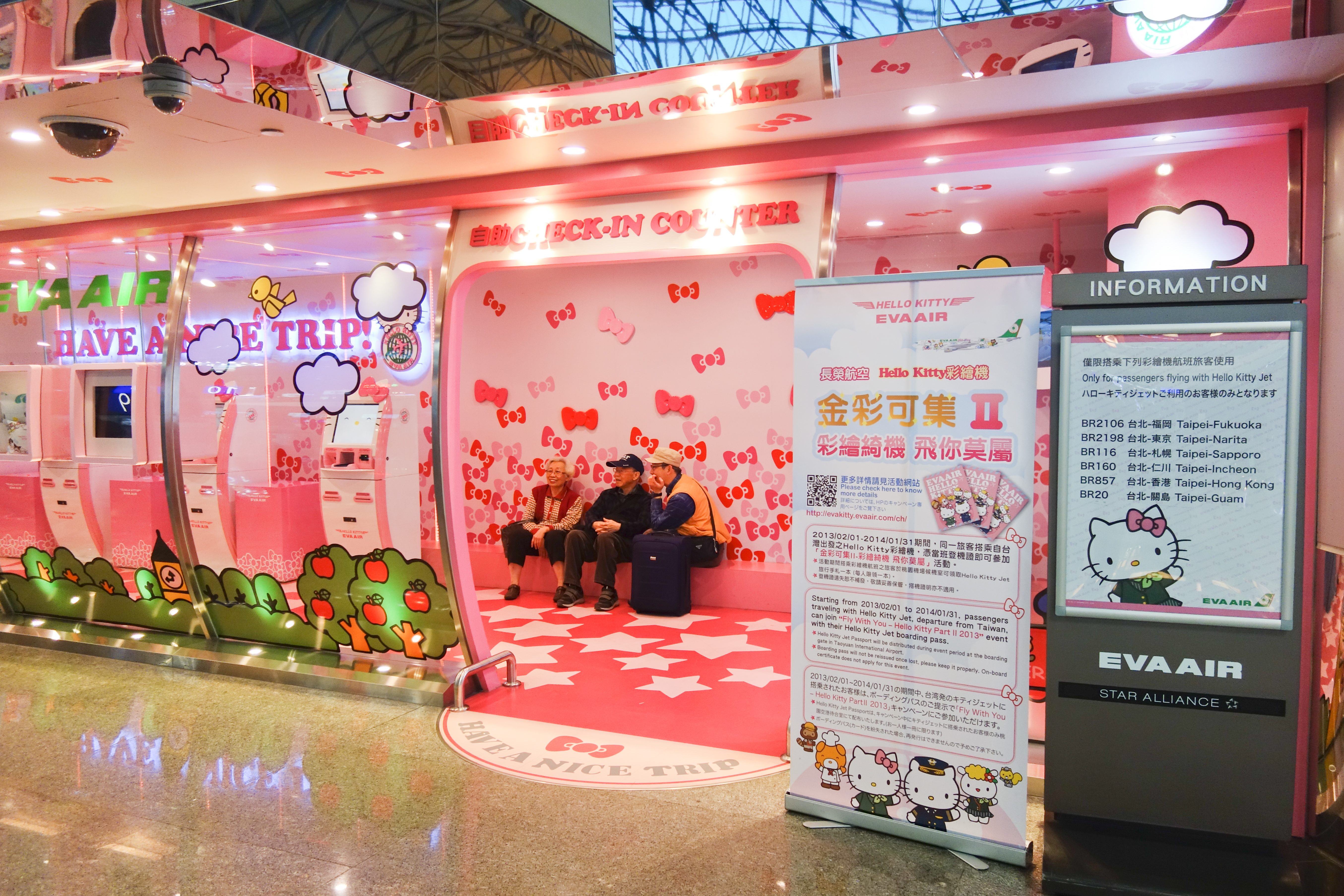
エバー航空ハローキティチェックインカウンター（桃園国際空港 第2ターミナル）
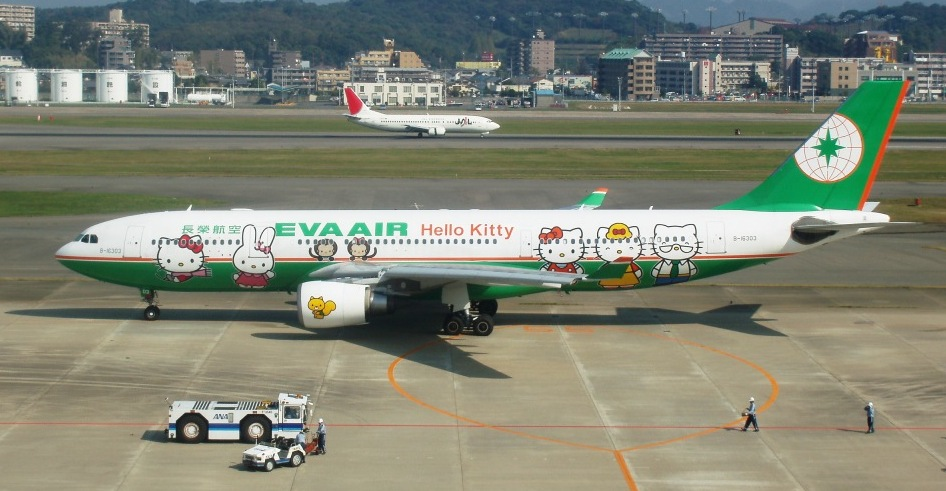
エバー航空「ハローキティジェット」
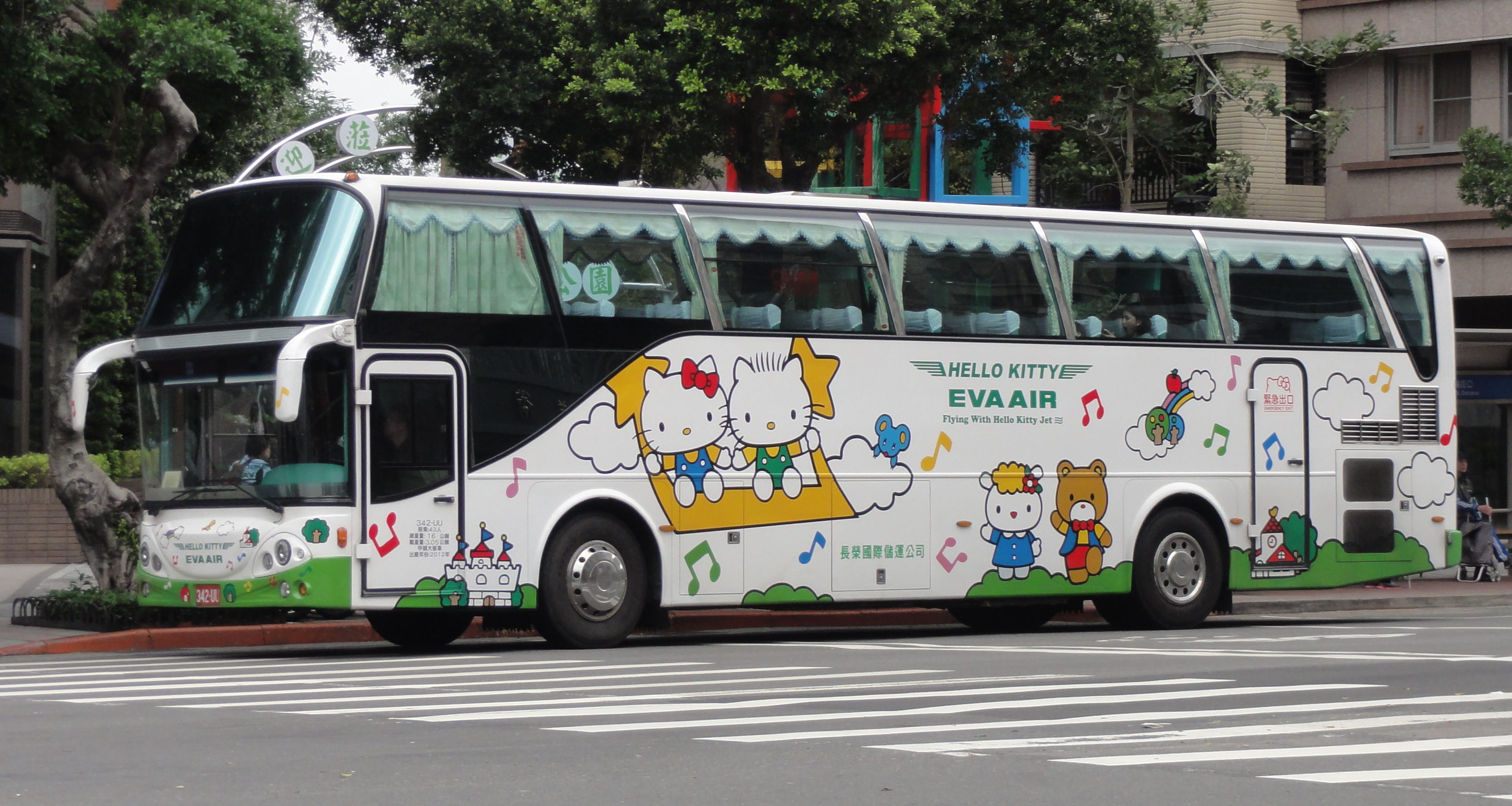
系列の長栄巴士でもラッピング仕様のリムジンバスが運行されている。
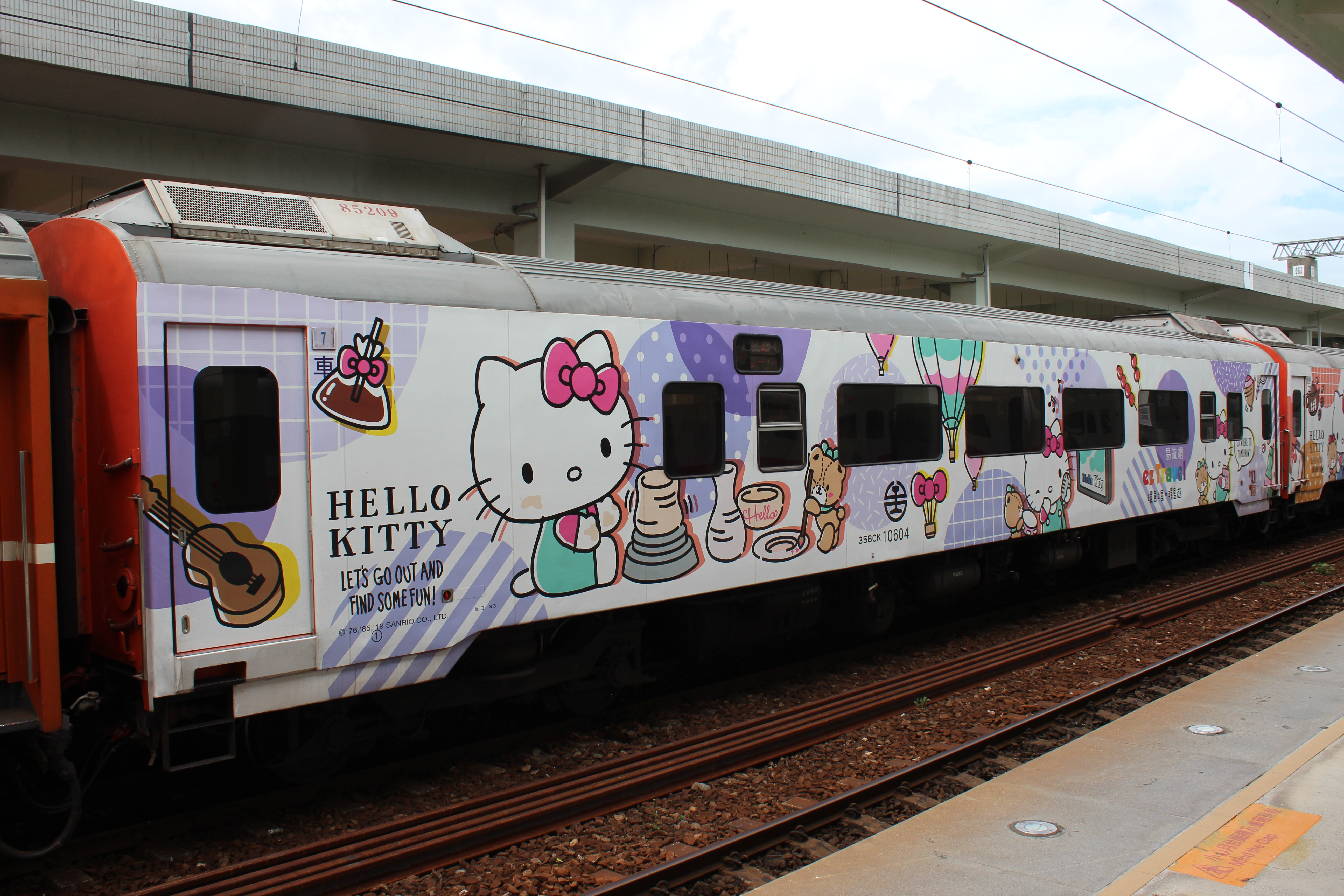
台湾鉄路管理局・環島之星（2019年8月）

- その後台湾鉄路管理局を加えた3者コラボレーションで同局のTEMU1000型電車（太魯閣号）の内外装に同様のラッピングが施された。2019年7月ラッピング列車は太魯閣号からクルージング列車の「環島之星」へと変更された。

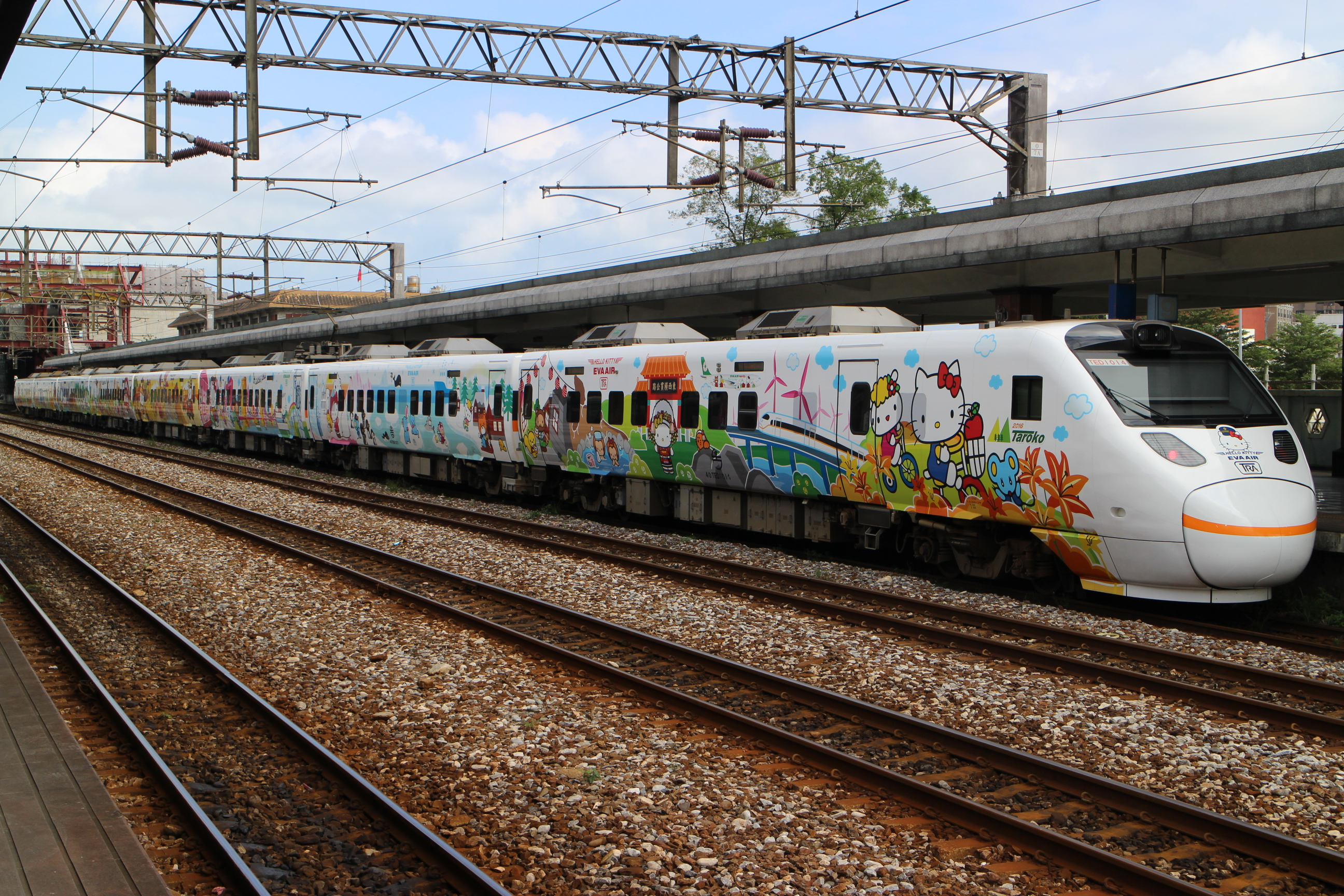
台湾鉄路管理局キティ太魯閣号

- また、2017年から捷順交通が運行し、台中国際空港と市街地を結ぶ電気バスにもラッピングが施されている。
- 同年夏には桃園機場捷運でもラッピング列車が運行された。

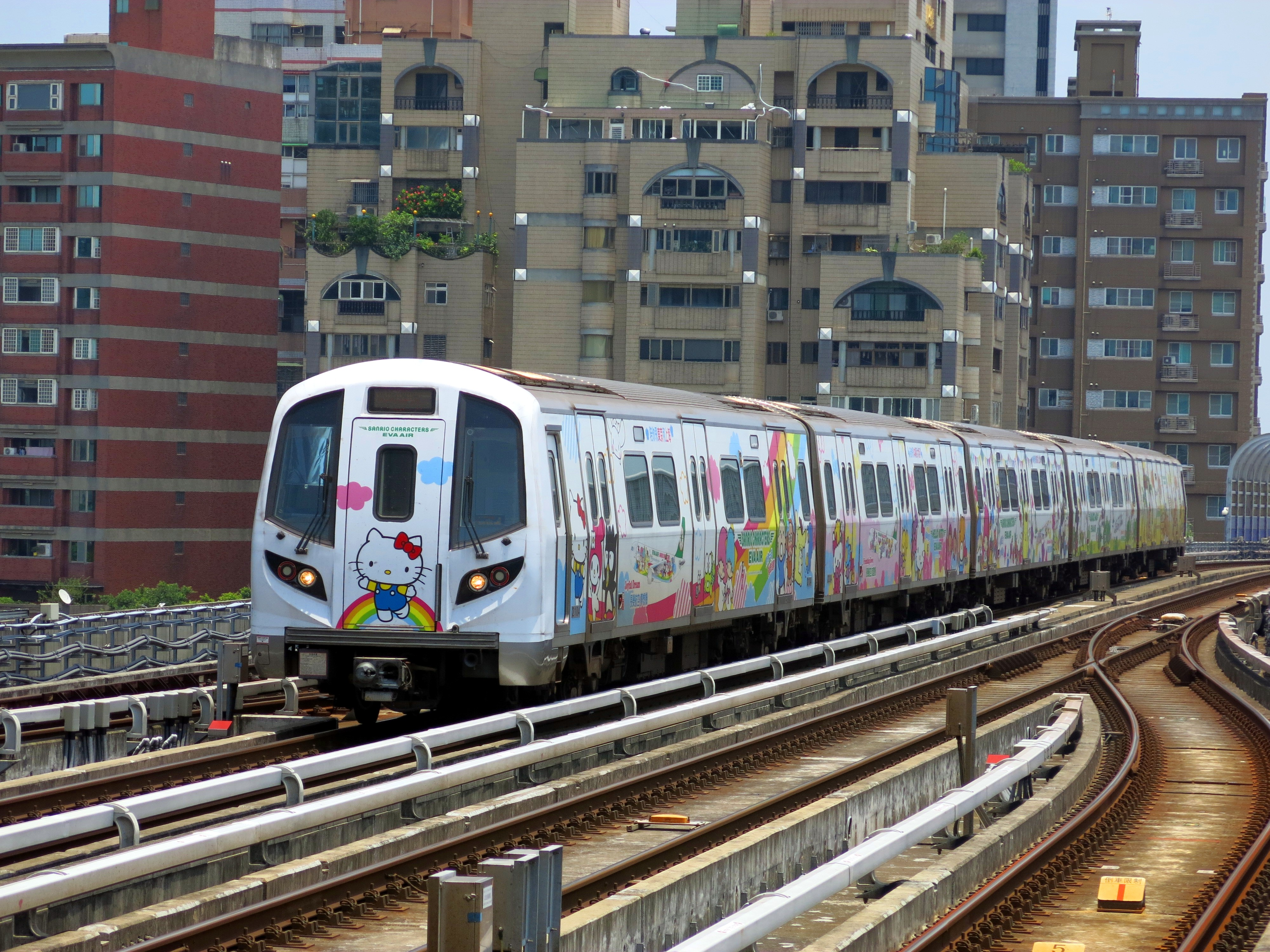
桃園機場捷運ラッピング列車（2017年7月）

- 2013年4月、アコーディア・ゴルフグループ（東京都渋谷区）は女性ゴルファーへのサービス向上の一環としてハローキティをシンボルキャラクターとして起用し、全国発のハローキティがラッピングされたゴルフカートである「ハローキティカート」を2013年9月16日よりグループの全国14ゴルフ場（後に全国21ゴルフ場）に導入している[147][148]。
- 2013年6月25日、乗馬クラブクレインはハローキティをシンボルキャラクターとして起用、乗馬クラブ業界では初のケースとなった[149][150]。
- 2014年9月14日から12月13日にかけて開催される和歌山デスティネーションキャンペーンとのコラボレーションで、外装・室内にハローキティのフィルムラッピングを施した観光列車を期間限定で営業運転することになり、快速 「ハローキティ和歌山号」として2014年9月13日（土）〜12月14日（日）の土休日33日間、串本 - 新宮間を1日2往復運行[151][152]。

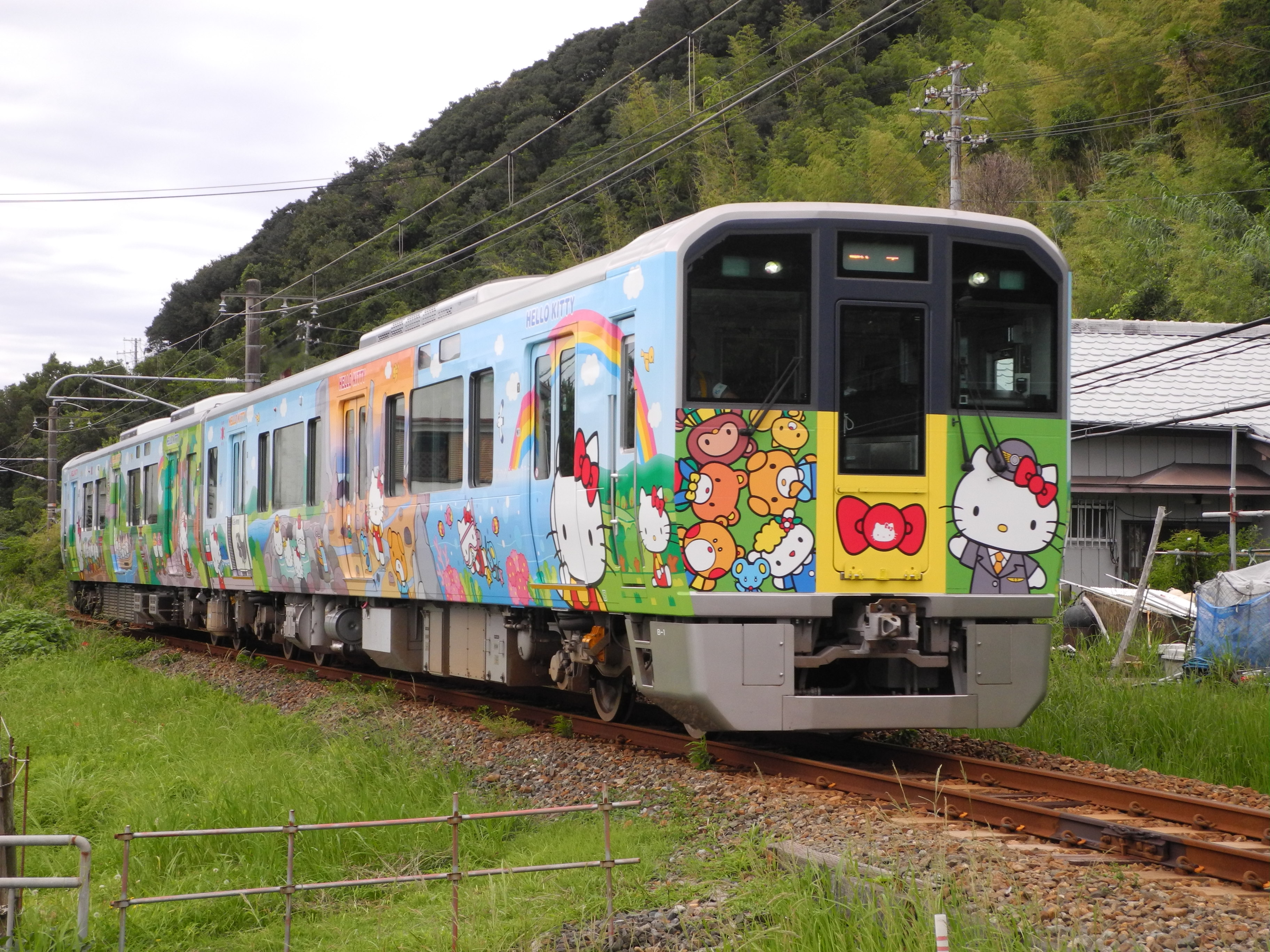
Smart BEST ハローキティ和歌山号

- 大阪府・堺市の東燃ゼネラル石油堺工場が、操業50周年を記念してハローキティのデザインをラッピングした「ハローキティ タンクローリー」を制作[153]、2015年7月より、関西圏のエッソ・モービル・ゼネラル ブランドのサービス・ステーションに、燃料の配送を行っている。
- やまなし観光推進機構では2016年1月5日よりハローキティを「やまなし観光ナビゲーター」に就任し、山梨県の観光関連をPRするポスターなどに掲載されている[154]。
- JR西日本とサンリオのコラボレーションにより、2018年6月30日から「ハローキティ新幹線」（500系）が山陽新幹線で[155][156][157][158][159]、2019年1月29日からラッピング列車「ハローキティ はるか」（281系）が関西国際空港へのアクセス特急「はるか」において運行されている[160]。2019年4月1日からは「大阪環状線改造プロジェクト」の一環として、同線で運行の323系に装飾を施した「ハローキティ 環状線トレイン」の運行や、主要駅へのフォトスポットの設置などのイベント「HELLO! LOOP PROJECT」が実施されている[161]。中国JRバスでは「ハローキティ新幹線」の運行に合わせ2018年8月から、「ハローキティ新幹線」ラッピングバス（いすゞ・ガーラ）を運行している[162][163]。

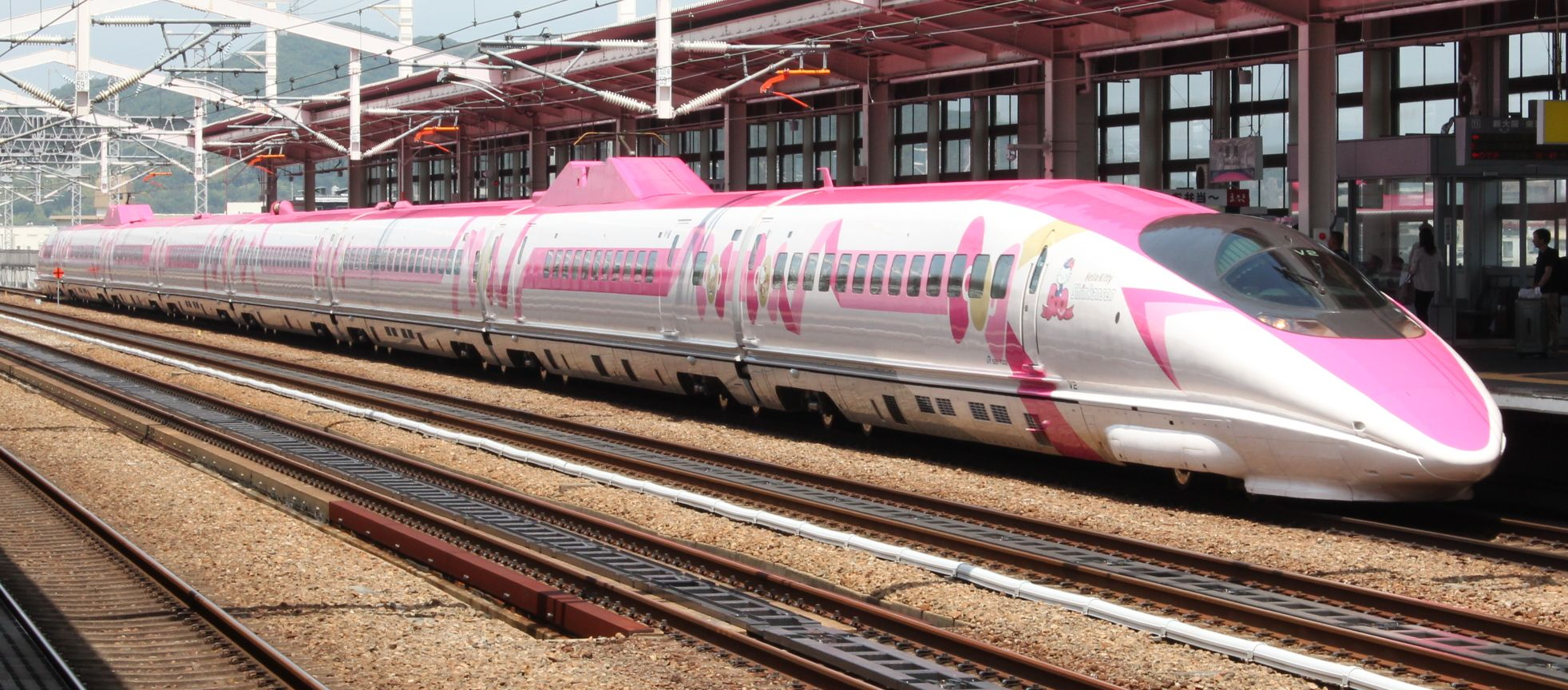
ハローキティ新幹線（2018年7月）
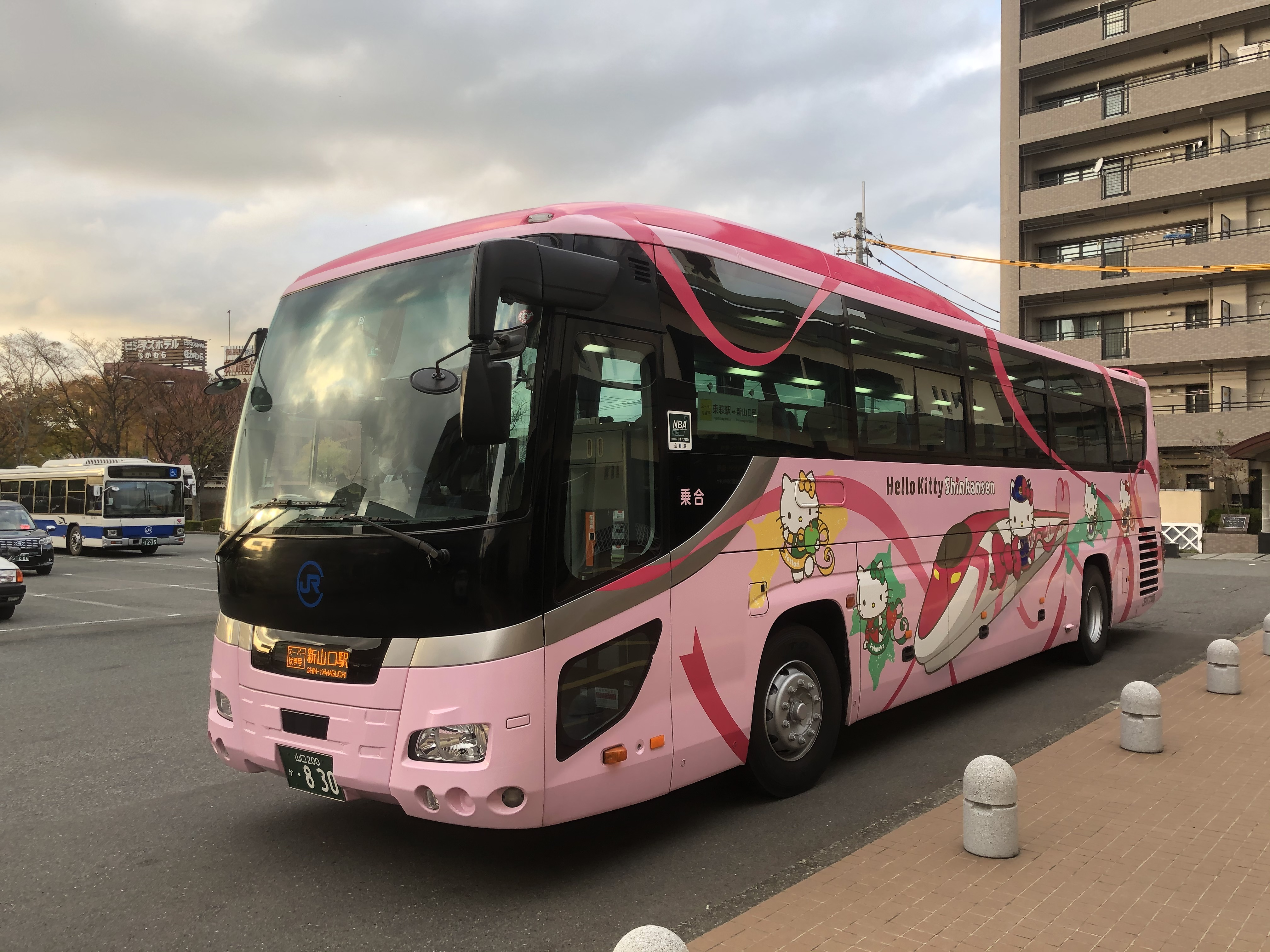
「ハローキティー新幹線」ラッピングバス（2019年11月）
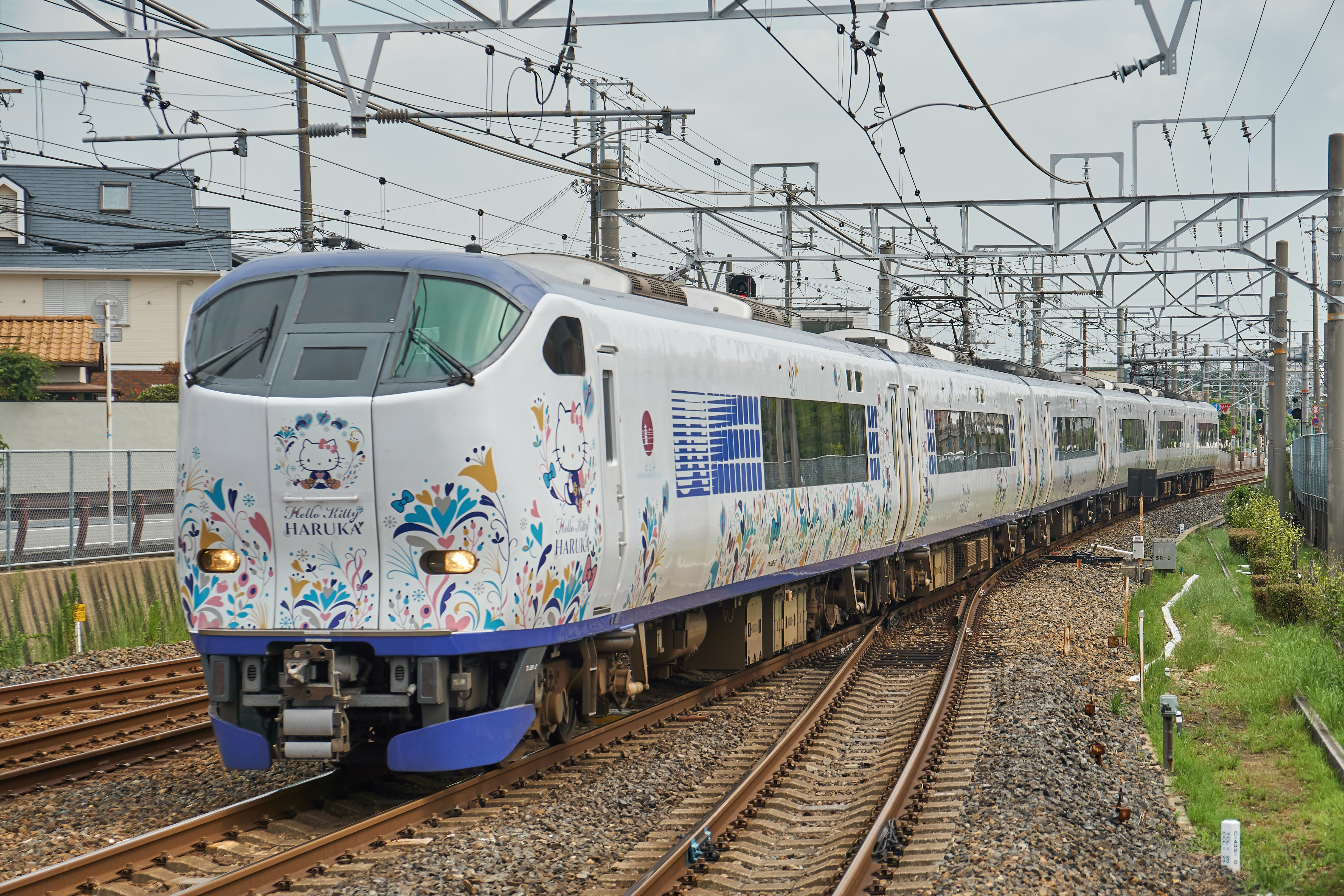
ハローキティ はるか（2019年8月）

### テレビ番組・CMなどでの出演
- 2005年、福島県の地方紙・福島民友のCMキャラクターに起用。
- 2005年8月、公共電話機構のCMキャラクターに採用。
- 2006年9月23日放送のフジテレビ系列『脳内エステ IQサプリ』にキティが出演し、番組特有の「もやっとボール」とハローキティをもじった「もやっとキティ」が贈られた。
- テレビアニメ『おねがいマイメロディ』と『くるくるシャッフル!』のアイキャッチに、キティちゃんが登場している。
- 2007年12月8日、TBSで「2007年末見逃しTV」では本田美奈子アナウンサーとカウントダウンTVで出演。
- 2007年10月22日、フジテレビで「ハローキティのマナーツアー」というマナーについて学ぶ番組が2008年2月24日にかけて放送された[164][165]。
- 2007年11月、ソフトバンクモバイルのテレビCMに出演。BGMはフランス在住の15人の少年少女が結成したグループである「ロック・キッズ」がカバーしたエアロスミスの曲「ウォーク・ディス・ウェイ」である[166]。
- 2009年から、大阪市の中古車買い取り企業「ユーポス」のテレビCM（関西ローカル）に出演[167]、後にキティちゃんにそっくりな「ケテーちゃん」というサンリオ公認の偽者キャラクターもテレビCMで共演する[168]。テレビCMの製作には山崎隆明がコピーライターとして関わっている[169][170]。なお、ユーポスはハローキティをイメージキャラクターとして起用し、ノベルティグッズの配布などを行なっている[171]。
- 2009年4月3日、「ポケムヒ」（池田模範堂）のハローキティバージョンを発売、5月11日よりテレビCMに出演[172]。
- 2010年8月17日、フジテレビのバラエティ番組『森田一義アワー 笑っていいとも!』のコーナー「テレフォンショッキング」に前日のSCANDALからの紹介で出演。キャラクターでの出演は同年4月のガチャピン・ムック以来2組目。
- 2010年9月より江崎グリコ『アーモンドプレミオ』の大人グリコCMで、宮沢りえ扮する25年後のハローキティとして実写化。9月の『新しい夢』編ではブロードウェイミュージカル・キャッツのオーディションを受け、10月の『なつかしい友』編ではニャンまげ（加瀬亮）とオーディション会場で再会する[173]。
- 2010年10月1日、日本テレビのワイドショー『スッキリ!!』にスタジオ出演。
- 2016年8月、ブラジルのリオデジャネイロでリオデジャネイロオリンピックが開催され、その閉会式では2020年の東京大会を紹介する演目である「トーキョーショー」が世界が注目する中披露された[174]。この演目においてPR映像が流れた際、日本のアニメ・ゲーム作品である『ドラえもん』、『パックマン』、『キャプテン翼』、『スーパーマリオブラザーズ』と共に本作品のキャラクターが登場[175][176]。チアリーダーに扮してポンポンを振るキティちゃんなどが映像に登場した[174]。サンリオはこの時のために特別にデザインを描き下ろし、ガレージフィルムが映像の制作を担当した[177][178]。
- 2016年10月26日、富国生命保険のテレビCMに出演。イメージキャラクターとして起用している[179] ハローキティが同社の社長に就任するという内容[180]。なお同社は内幸町駅と千葉ニュータウン中央駅[注釈 10] にご当地キティの広告を掲示、東京ドーム、阪神甲子園球場（2017年 - ）、札幌ドーム（2018年 - ）のフェンス広告にも登場させているほか[179]、サンリオピューロランドに協賛している。
- 2022年7月1日、ACジャパンによる日本動物愛護協会の支援キャンペーンのテレビ・ラジオCM、新聞、ポスターなどに出演。ハローキティが片耳だけVの形をした茶色の猫と出会い、「地域猫」であることへの理解を深める内容[181]。

### 著名なファン
- 女優・山村紅葉は、キティの大ファンであり、かつ「いないと生きていけない」と、読売テレビ系列『ダウンタウンDX』で語っている。その時に公開された自宅の家具は、すべてキティをモデルに特注で作られていた（2006年11月）。
- 全日本プロレス所属の渕正信はキティのファンで知られ[182]、渕正信取締役が入場する際に羽織っているガウンは、サンリオで特別に製作した、世界に1つしかないキティちゃんガウンである。（詳細は渕正信を参照）
- 海外アーティストのマライア・キャリーやレディー・ガガもキティファンとして有名[9][183]。特にレディー・ガガがハローキティ35周年記念に着用した、全部がキティのぬいぐるみで作られた通称「キティちゃんドレス」[183] は世界中を驚かせた。また、ニルヴァーナのカート・コバーンもキティを好んでおり、1992年2月の来日公演の折に「ハローキティのプレゼントだけは受け取る」と発言したところ、翌日から多くのキティグッズが届けられたといわれる[184]。アヴリル・ラヴィーンもキティファンであり、実際に"Hello Kitty"という作品を制作しており、そのビデオクリップは東京で撮影された。

それ以外にもキティ好きを公言している著名人として、三遊亭丈二、辻希美や華原朋美、ほしのあき、細川たかしなどがある。

### その他
- 東京都大田区に所在する自動車教習所『ラヴィドライビングスクール蒲田』では、ドア部分にキティの絵が描かれた教習車を使用している[186]。
- 週刊ダイヤモンド2000年9月9日号に掲載された、サンリオ社長へのインタビュー記事によると、1994年頃、マイクロソフトの創業者・ビル・ゲイツに、ハローキティのデジタル化権を6000億円で買収しよう、と申し込まれたが、キティの資産価値は1兆5000億円であるとの理由で断ったという。
- 2001年4月、サンリオグループのココロがハローキティのポップコーン自販機（ハローキティのポンポンパックシリーズ）を製作[187][188]。
- 2004年8月15日、シェイ・スタジアムで行われた、ニューヨーク・メッツ-アリゾナ・ダイヤモンドバックス戦の始球式で、キティがピッチャーとして登板した。
- 2006年9月4日、大相撲小結・稀勢の里にハローキティをデザインした化粧まわしが贈られた[189]。「大相撲キティ」グッズの製造・販売を行っている業者である、あすなろ舎の社長が稀勢の里と同じ茨城県出身であることから贈られたものである。
- 2007年4月1日、西日本高速道路サービス・ホールディングス、キリンビバレッジ、サンリオピューロランドの3社の思惑が一致したことにより実現した、日本初となるハローキティやその家族がデザインされた「ハローキティ自動販売機コーナー」が山陽自動車道の三木サービスエリア（上り線）に設置された（冒頭画像を参照）。ドッグランがテーマのフォトスポットも併設されている。オープン当日の12時にはテープカットなどのオープニングセレモニーや記念イベントとしてキャラクターグリーティングも開催された[190]。

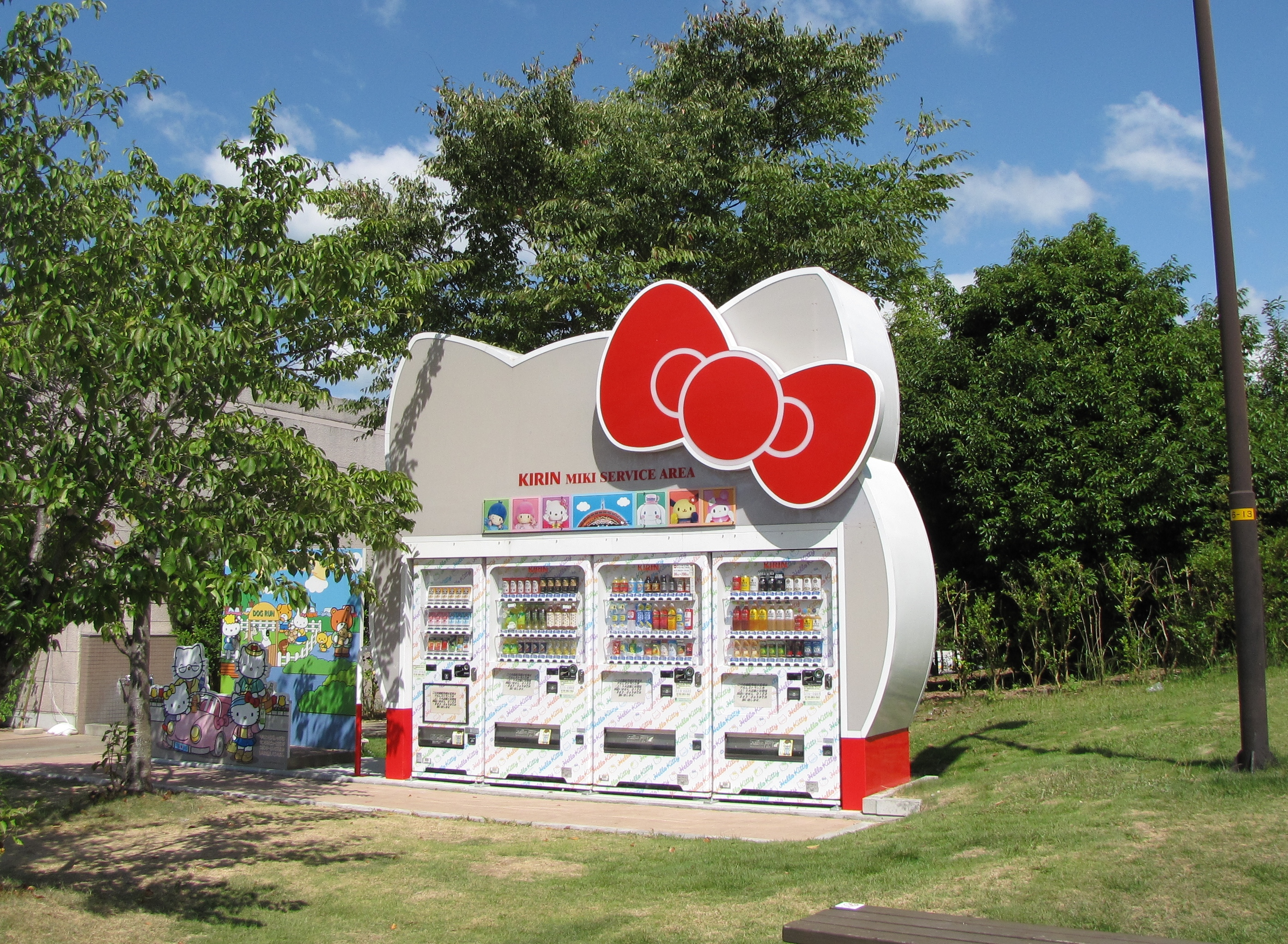
山陽自動車道三木SA
ハローキティ型自動販売機

- 2007年8月3日、長岡まつりの大花火大会において、キティちゃんの打ち上げ花火が上がった。（詳細は長岡まつりを参照）
- 2009年11月21日には、吉本興業のメイン劇場である大阪・なんばグランド花月で上演された吉本新喜劇に登場した[191]。この年で開場22年を迎えるなんばグランド花月と、ハローキティの誕生日が11月1日ということから実現したものである。ただしテレビでの出演とは違い、声優による吹き替えはなく、ハローキティが自身で身振り手振りで新喜劇の役者陣と舞台上で共演していた。
- 2011年の『ハローキティアート展』で、イチゴマン（ハローキティが変身）、ダークグレープマン、ハニーモモというキャラクターが登場した[192]。
- 2013年6月、キティが博多祇園山笠のふんどし（締め込み）姿をしているタオルの販売について論争があった[193][194][195]。否定的な意見のほか、山笠の地元、博多では肯定的な見方をされたが、販売会社は商標を有する博多祇園山笠振興会に商標使用の許可が得られなかったため、商標法違反を理由に販売を中止した[196][197][198]。
- 2013年10月、日刊スポーツ新聞西日本（愛知県以西の日刊スポーツ発行本社）とのコラボレーションにより、キティグッズの読者プレゼントを連日実施。西日本地区の日刊スポーツ紙面に「そこが聞キティ」という連載企画を随時掲載している。また、2014年5月に日刊スポーツ西日本の編集による「ハローキティ新聞」を全国で発行した（東日本エリアの日刊スポーツ新聞社・北海道日刊スポーツ新聞社管轄も含む）。2013年11月には日刊スポーツ特命記者に就任し、有名アスリートへの直撃インタビューや全国各地の旅などを掲載している[199]。

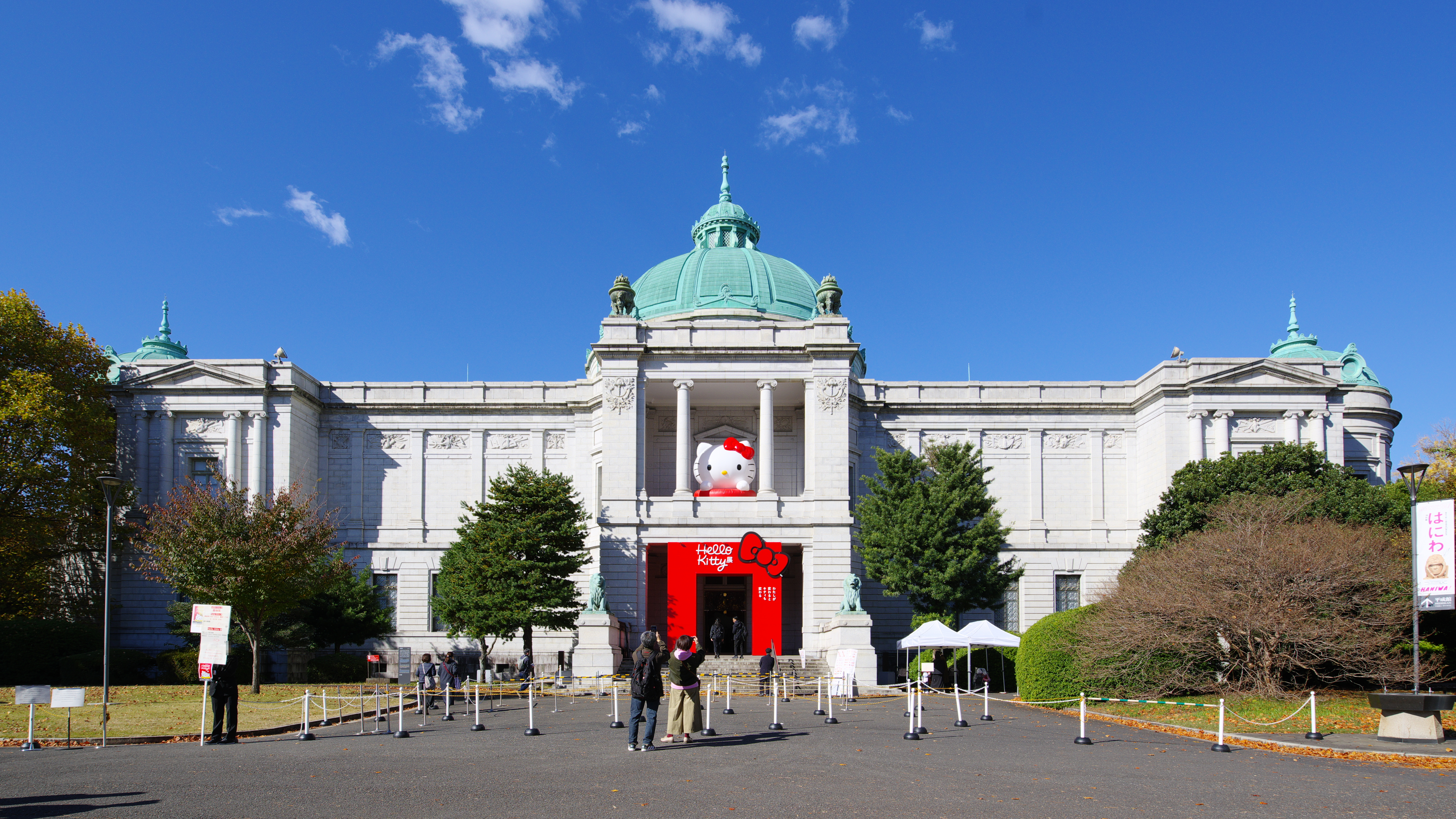
Hello Kitty展開催中の東京国立博物館表慶館

- 2024年11月1日～2025年2月24日、東京国立博物館にてハローキティ50周年を記念して、「Hello Kitty展　―わたしが変わるとキティも変わる―」を開催[200]。

## サンリオキャラクター大賞の順位
1986年から毎年行われている『いちご新聞』の読者投票企画「サンリオキャラクター大賞」で、「ハローキティ」のサンリオキャラクター大賞及びキャラクター大賞いちご新聞ランキングの順位は以下の通り。2012年以降の括弧内は、総合ランキング（サンリオキャラクター大賞）とは別に、いちご新聞に届いた票だけの順位（キャラクター大賞いちご新聞ランキング）である。「ハローキティ」はサンリオキャラクター大賞の前身である「サンリオキャラクター人気コンテスト」 の第1回（1975年）からエントリーしている。ちなみに第1回のノミネートは外部版権（オラーシオなど）を含めた10キャラクターで、その結果はスヌーピー（1位）、パティ&ジミー（2位）、ハローキティ（3位）であった。
サンリオを代表するキャラクターだけあって、数多くあるサンリオキャラクターの中でトップ10より陥落したことがない唯一のキャラクターである。1998年〜2009年までの12年連続で1位を獲得（通算でも1位を全キャラクター中最多の15回獲得。2020年時点）。毎年1位〜2位を争う人気を集めるが、2015年は『SHOW BY ROCK!!』のキャラクター群の人気の影響で7位となり19年ぶりにTOP3から陥落した（TOP5からも21年ぶりに陥落）。
2013年サンリオキャラクター大賞1位。2013年サンリオキャラクター大賞の特別企画である「これやります宣言」（公約）で、「ハローキティ」は「1位になったらあなたのそばに行ってHUGします!」と宣言していたが、見事1位にランクインされたためその公約は実施される運びとなり、「ハローキティ」の誕生日である11月1日より1年間かけてHUGをしに全国を行脚することとなった。なお、「チャーミーキティ」は「にゃあ（ハート）」とただ鳴いているのみで特に公約はない。
2014年は全100種のキャラクターをA〜Eグループの5グループに分けて1stステージ（予選）が行われ、各グループの上位4種、全20種のキャラクターからファイナルステージ（決戦）が行われ順位が決定されたため、21位以下が存在しない。「ハローキティ」はEグループ（1stステージ1位通過）、「チャーミーキティ」はCグループ（1stステージ2位通過）にノミネートしていた。
2015年は総合順位は7位だが、コラボ部門では秘密結社鷹の爪・吉田くん・レオナルド博士とコラボしたハローキティが3位、ペコちゃんとコラボしたハローキティが4位、ハッピーワオンとコラボしたハローキティが7位、ニックン・セイチャンとコラボしたハローキティが8位を獲得した。また、今回新設された「キャラクターパフ部門」では得票数1,203票を集め3位を獲得した。
2016年は、キャラクターをなでると1票が入る「なでる投票」が実施され、スマートフォン上に表示されたキャラクターを指でなでる「なでる投票」では「ハローキティ」はなでられた時間が1413時間1分16秒で8位に、「チャーミーキティ」は30位にランクインした。また、「ハローキティ」は総合順位は5位だが、欧州およびアメリカでは1位を獲得した。
2017年は総合順位は4位だが、サンリオショップの票のみを集計した結果、「ハローキティ」が1位で、ショップの票が最も多かったキャラクターに贈られる「サンリオショップアワード」を獲得した。また、海外での合計得票数が最も多かったキャラクターに贈られる「インターナショナルアワード」も獲得、ダブル受賞を達成した。2018年でもサンリオショップの票のみを集計した結果ハローキティが1位で「サンリオショップアワード」を獲得され連覇を果たした。
2019年は6年ぶりに総合順位で1位を獲得したほか、台湾では3位 を獲得した。
2020年は「ハローキティ」は総合順位は5位で、コロナ関連によるサンリオショップの臨時休業の煽りでショップ票を稼げなかったことから順位は伸び悩んだ。アメリカでは1位、イタリアとフランスでは2位、台湾とドイツでは3位を獲得した。また、サンリオキャラクター大賞終了後にスピンアウト企画の 「チップde投票リターンズ」がサンリオショップ各店舗で開催され、ハーモニーランドでの順位は1位を獲得し、やはりショップにおける「ハローキティ」の強さが際立つ形となった（この回の票は、公式にはサンリオキャラクター大賞本戦の結果には反映されない）。また、「ミミィ・ホワイト」が「ハローミミィ」としてキャラクター大賞本戦に単独で初参加し、「チャーミーキティ」（総合順位25位・いちご新聞ランキング33位）を上回る総合順位19位、いちご新聞ランキング12位にランクイン。恥ずかしがり屋でありながら初参加にしてなかなかの好成績を収めた。この年「ハローキティ」と2人そろって「なかよしアワード」を受賞した。
2021年は「ハローキティ」は総合順位6位となり、台湾では3位を獲得した。いちご新聞ランキングでは8位を獲得。また、ハーモニーランドでのチップde投票では4位を獲得。
歴代順位表
| 年     | 順位 | 年     | 順位 | 年     | 順位 | 年     | 順位   | 年     | 順位   |
| ------ | ---- | ------ | ---- | ------ | ---- | ------ | ------ | ------ | ------ |
|        |      | 1991年 | 8    | 2001年 | 1    | 2011年 | 3      | 2021年 | 6（8） |
|        |      | 1992年 | 8    | 2002年 | 1    | 2012年 | 1（2） | 2022年 | 6（9） |
|        |      | 1993年 | 7    | 2003年 | 1    | 2013年 | 1（4） | 2023年 | 5      |
|        |      | 1994年 | 9    | 2004年 | 1    | 2014年 | 2（3） | 2024年 | 5      |
|        |      | 1995年 | 4    | 2005年 | 1    | 2015年 | 7（3） |        |        |
| 1986年 | 8    | 1996年 | 4    | 2006年 | 1    | 2016年 | 5（1） |        |        |
| 1987年 | 9    | 1997年 | 2    | 2007年 | 1    | 2017年 | 4（3） |        |        |
| 1988年 | 6    | 1998年 | 1    | 2008年 | 1    | 2018年 | 4（4） |        |        |
| 1989年 | 6    | 1999年 | 1    | 2009年 | 1    | 2019年 | 1（4） |        |        |
| 1990年 | 8    | 2000年 | 1    | 2010年 | 3    | 2020年 | 5（8） |        |        |

### サブキャラコンテスト
2016年よりいちご新聞オリジナル企画でサブキャラコンテストが開催されている。
第1回（2016年）の「サブキャラコンテスト」は「ハローキティ」からは「ハニーキュート」（チャーミーキティ）と「フィーフィー」と「ジョーイ」と「シュガー」（チャーミーキティ）がノミネートされ、「ハニーキュート」は11位、「フィーフィー」は20位、「ジョーイ」は24位、「シュガー」は27位にランクインされた。
第2回（2017年）は「ハローキティ」からは「ミミィ・ホワイト」と「キンギョさん」がノミネートされ、「ミミィ・ホワイト」は1位、「キンギョさん」は21位にランクインされた。
第3回（2018年）は「ハローキティ」からは「ローリー」と「ティム」がノミネートされ、「ローリー」は15位、「ティム」は21位にランクインされた。
第4回（2019年）は第1回（2016年）〜第3回（2018年）までの上位20キャラクター同士の決戦コンテストで、「ハローキティ」からは「ミミィ・ホワイト」が1位、「ハニーキュート」が31位、「フィーフィー」が40位、「ローリー」が59位にランクインされた。
仕切り直しとなる第5回（2020年）は「ハローキティ」からは「ジョーイ」と「ティラミス」（チャーミーキティ）がノミネートされ、「ジョーイ」は31位、「ティラミス」は25位タイにランクインされた。

## 映像化

### 劇場映画
- 『キティとミミィのあたらしいかさ』
1981年上映の人形劇映画で最初の映像化。同時上映は『ユニコ』。
- 『サンリオ世界名作映画館』（サンリオアニメフェスティバル）

  - 『ハローキティのシンデレラ』（1989年）
  - 『ハローキティのおやゆびひめ』（1990年）
  - 『ハローキティの魔法の森のお姫さま』（1991年）
  - 『ハローキティのみんなの森をまもれ!』（1996年） - オリジナルストーリーだが世界名作映画館シリーズに含まれる。
- 『怪獣プラネットゴジラ』
1994年3月から1998年7月まで[229] サンリオピューロランドおよびハーモニーランドの4Dアトラクション「夢のタイムマシン」で上映された3D映画。ゴジラの他、ラドン、モスラが登場する。
- 『時空探偵ゲンシクン』
1998年7月[229] から2000年頃までサンリオピューロランドおよびハーモニーランドの4Dアトラクション「夢のタイムマシン」で上映された3Dアニメーション映画[230]。キティも映像に出演している[231]。
- 『シナモン the movie』（2007年）
作品自体は『シナモロール』の映画作品であるが、サンリオ自体が『サンリオキャラクターズ』のブランドを持つ程クロスオーバーに積極的であるため、キティもエンドクレジットの部分に他のサンリオキャラクターと共にカメオ出演としての形式で出演する。この部分は静止画になっているため、声は出さない。

### テレビ番組
アメリカ版
- 『Hello Kitty's Furry Tale Theater』（邦題は、『サンリオ・アニメ世界名作劇場』）

最初のテレビ番組。1987年9月19日から12月12日までアメリカのCBS系列局で放映されたアニメーション番組。全13回・26話。全米の3大テレビネットワークで日本のキャラクターが初めてテレビ番組化された。キティの声はタラ・ストロングが担当した。
日本版
- 『大好き!ハローキティ』
- 『あそぼう!! ハローキティ』
- 『ハローキティとバッドばつ丸』
- 『キティズパラダイス』シリーズ
  - 『キティズパラダイス』
  - 『キティズパラダイスΙΙ』
  - 『キティズパラダイスGOLD』
  - 『キティズパラダイスFresh』
  - 『キティズパラダイスPLUS』
  - 『キティズパラダイスpeace』
- 『サンリオキャラクターズ ポンポンジャンプ!』

日本版（コーナーアニメ）
- 『ハローキティ りんごの森のファンタジー』（2006年4月 - 9月、隔週）
- 『ハローキティ りんごの森のミステリー』（2007年1月 - 3月）
- 『ハローキティ りんごの森とパラレルタウン』（2007年10月 - 2008年3月）

いずれも『キティズパラダイスPLUS』内で放送。詳しくは『ハローキティ りんごの森シリーズ』を参照。

### オリジナルビデオ
『サンリオ世界名作劇場』シリーズ
- 『白雪姫』
- 『長ぐつをはいた猫』
- 『ヘンゼルとグレーテル』
- 『シンデレラ』
- 『3匹のこぶた』
- 『おやゆび姫』
- 『桃太郎』
- 『白鳥の王子』
- 『王様の耳はロバの耳』
- 『かぐや姫』
- 『マッチ売りの少女』
- 『雪の女王』
- 『魔法の森のお姫さま』
- 『アルプスの少女ハイジ』
- 『アルプスの少女ハイジII クララとの出会い』
- 『不思議の国のアリス』
- 『小公女』

『オリジナルストーリーアニメ』シリーズ
- 『ふしぎなみずうみ』
- 『サーカスがやってきた』
- 『とまった大時計』
- 『やっぱりママがすき』
- 『まほうのリンゴ』
- 『ロンドンにおりた宇宙人』
- 『郵便屋さんありがとう』
- 『幸せの青いホタル』
- 『すてきな姉妹』
- 『ハッピー!仮装大会』
- 『夢どろぼう』
- 『夢のお城の王子さま』
- 『パパなんて大きらい!』
- 『みんなの森をまもれ』
- 『幸せのチューリップ』
- 『キティとミミィのハッピーバースデー』
- 『キティとダニエルのすてきなクリスマス』
- 『ハローキティのはじめてのクリスマスケーキ』

『ぽこあぽこ』シリーズ
- 『ハローキティのおやこでいっしょ! English えいごのあそびうた』
- 『ハローキティのマジカルあいうえお』

『しつけアニメ』シリーズ
VHS版として1994年ごろに以下が発売された。すべてタイトルの冒頭に「ハローキティといっしょ」が付く。
- 『なんでももぐもぐ/おへんじ:* はい』
- 『おてつだいだいすき/ひとりでおきがえ』
- 『がまんだ、 がまんだ/きちんとあいさつ』
- 『なかよくあそぼう/ひとりでねんね』
- 『きちんとはみがき/お外のちゅうい』
- 『おふろだいすき/ごめんねできるかな』
- 『ひとりでおトイレ/もしもしいえるかな？』
- 『きれいにおかたづけ/こんにちは赤ちゃん』

後に「サンリオ新しつけビデオ」として映像が一新・改題を加えたものが以下の通り発売された。
DVD版も発売され、サンリオBBのコンテンツ配信  も行なわれている。
- 『おふろだいすき/ひとりできがえ』
- 『きちんとしょくじ/もしもしいえる』
- 『なかよくあそぼう/お外のちゅうい』
- 『がまんできるよ/ごめんねいえる』
- 『たのしいおてつだい/きちんとおへんじ』
- 『トイレにいけるよ/おかたづけできる』
- 『なんでもたべよう/ひとりでおやすみ』
- 『はみがきしようね/げんきにあいさつ』

### コラボアニメ
鷹の爪×HELLO KITTY
秘密結社鷹の爪とのコラボとして2012年6月29日配信のWebアニメにゲスト出演。
超合金ハローキティ オリジナルフラッシュアニメ
超合金ハローキティ発売記念として2014年1月31日にWeb配信されたショートアニメ。
マジンガーZ×ハローキティ×超合金
超合金ハローキティ（マジンガーZカラー）および超合金 マジンガーZ（ハローキティカラー）発売記念として、2016年1月6日にWeb配信されたショートアニメ。
ガンダムvsハローキティプロジェクト
機動戦士ガンダムとのコラボWebアニメ。
スタッフ
- 監督・コンテ - イムガヒ
- 作画監督 - 山岸正和、山村直己、ことぶきつかさ
- 美術監督 - 金子雄司
- 色彩設計 - 安部なぎさ
- 撮影監督 - 川下裕樹
- 編集 - 新居和弘
- 音響監督 - 藤野貞義
- 音響効果 - 西村睦弘
- 監修・協力 - サンリオ

各話リスト
1. ハローガンダム 2019年3月29日配信
2. めぐりあい 2019年7月9日配信
3. 愛・戦士 2020年1月15日配信

- 「ハローキティ」と「機動戦士ガンダム」と「超合金」が夢のめぐりあい☆ 2020年1月29日配信

シンカリオン ハローキティ 特別PV
2020年2月27日配信の新幹線変形ロボ シンカリオンとのコラボWebアニメ

### バーチャルYouTuber
2018年8月30日よりYouTubeでHELLO KITTY CHANNELを開設しバーチャルYouTuberとしてデビュー。「子供から大人までさらに幅広い層に自身の言葉を届けたい」とのこと。
たこ焼キティやお好み焼キティなどのご当地キティ、キティとコラボレーションしたグッズの紹介動画や、持続可能な開発目標(SDGs)の応援動画、キティが好きなものについて語る動画などを投稿している。
漫才動画では、ジャルジャルのネタをアレンジした漫才をミミィとのコンビで披露したところジャルジャルにカバーし返されたり、ナイツに書いてもらったネタを披露している。
チャンネルにはサマンサタバサ25周年記念イベントに出演していたオースティン・マホーンやSDGsの紹介をする河野太郎、ニコラ・フォルミケッティも出演した。

## ラジオ番組
ハローキティの部屋 supported by サンリオ
（TOKYO FM、2012年4月6日 - 9月28日）
ハローキティが初めてパーソナリティを務めるラジオ番組。全26回。毎週金曜日の18:25 - 18:30に放送していた。月替わりのゲストを相手に、質問形式でトークを行っていた番組。
ゲスト
4月（第1回 - 4回）: ねごと
5月（第5回 - 8回）: きゃりーぱみゅぱみゅ
6月（第9回 - 13回）: 水樹奈々
7月（第14回 - 17回）: SCANDAL
8月（第18回 - 22回）: Aqua Timez
9月上（第23回 - 24回）: PES
9月下（第25回 - 26回）: MAN WITH A MISSION

## 声優

### キティの声
ピューロランド開園前後、当時キティの声を担当していた小山が渡米し休業となったため、オーディションによって林原が選ばれた。以降もしばらくは担当声優が安定していなかったが、1995年からはすべてのメディアで声優が統一されている。

#### メイン（キティの声）
- 不明（2023年 - 現在）
2023年11月頃より担当。2025年2月の時点で声優は未発表。
- 林原めぐみ（1990年 - 2023年）
『ハローキティのおやゆびひめ』（1990年）で初めてキティの声を務めて以降、サンリオピューロランドやユニバーサル・スタジオ・ジャパンなどほぼ全てのキティの声をあてていた。
林原がキティ役であることは秘密という扱いになっているが[243]、実際にはビデオソフトで明記されたことがある[244]。サンリオ公式でも林原に絡めたネタが使われている[245][246]。以降も33年に渡りあて続けたが、サンリオの方針により2023年度を持って卒業。手紙を受け取った林原は、自身のブログで改めてキティをあてていたことを公表し、自身の思いを投稿した[242]。

#### その他（キティの声）
- 白石冬美
  - 『キティとミミィのあたらしいかさ』（1981年）
- 小山茉美
  - 『ハローキティのシンデレラ』（1989年）
  - てれびっこ『ハローキティのたのしいおかいもの』（1989年）
  - ハーモニーランド内イベント『ハローキティのハッピーバースデーショー』（1991年）
  - 『キティとミミィのハッピーバースデー』（1992年）
- 小林優子
  - 『えいごであそぼ ハローキティの不思議な旅』（1992年）
- 岡村明美
  - 『ハーモニーランド 完全ガイド』（1993年）
  - 『ハローキティと学ぼう はじめての○○』シリーズ（1994年）
- あけずみじゅんこ
過去にイベントで声をあてていた[247]。

### ミミィの声

#### メイン（ミミィの声）
- 不明（2023年 - 現在）
2023年11月1日にYoutubeで公開された「ハローキティお祝い大作戦」から担当。2025年2月の時点で声優は未発表。
- 冨永みーな（1992年 - 2023年）
  - 林原、ダニエル役のたかはしごうと共に、サンリオの方針により2023年度を持って卒業[242]。

#### その他（ミミィの声）
- 小山茉美
  - 『キティとミミィのあたらしいかさ』（1981年）
  - てれびっこ『ハローキティのたのしいおかいもの』（1989年）
- 阪口あや
  - 『ハローキティとふしぎなみずうみ』（1991年）
  - 『ハローキティの魔法の森のお姫さま』（1991年）
- 林原めぐみ
  - ピコ専用ソフト『ハローキティのすてきなおたんじょうび』（1997年）[注釈 12]

### その他の声
- パパ（ジョージ） - 掛川裕彦→田原アルノ
- ママ（メアリー） - 佐々木るん→島本須美
- おじいちゃん（アンソニー） - 掛川裕彦
- おばあちゃん（マーガレット） - 中村紀子子
- フィーフィー - 佐久間レイ
- ジョディ - 篠原あけみ
- トレーシー - 田中真弓
- トーマス - 丸尾知子
- キャシー - 吉田古奈美
- モーリー - 大谷育江
- タイニーチャム - こおろぎさとみ
- おまわりさん - 茶風林

## 映画
- キティとミミィのあたらしいかさ
- ハローキティのシンデレラ
- ハローキティのおやゆびひめ
- ハローキティとふしぎなみずうみ
- ハローキティの魔法の森のお姫さま

## 音楽

### シングル
ハローキティ（キティ）名義でリリースされたシングル。
- 『あの子はキティ』（1977年4月1日[248]、サンリオレコード KTS-20001。450円。B面曲は「ハローキティ」。）
EP盤。歌手：藤本房子／作詞・八坂裕子、作曲・宮川泰／編曲者：不明[注釈 13][249]。
A面・B面共にながらくCD化されなかったが、2017年にウルトラ・ヴァイヴから発売されたコンピレーション・アルバム『トイキャラポップコレクション Vol.2 ファンシー&カワイイ編』で初CD音源化された。
後にカバー版がリリースされている。
- 『おやすみキティ/だれかとだれかキティとミミィ』（1981年、クラウンレコード。ミミィとデュエット。「キティとミミィのあたらしいかさ」主題歌）
EP盤。歌手は白石冬美（キティ）・小山茉美（ミミィ）
- 『サンリオキャラクター目覚ましCD ハローキティのおはよう!みんな』（1994年、サンリオ V-2615 ISBN 4-387-94070-0 。480円。）
CDシングル。全9曲。当CDの1曲目と8曲目に「ハローキティ」のタイトルで収録。楽曲ではなく、キティが演じるドラマCDのような内容である。
- 『ハローキティ』（1997年11月21日、日本コロムビア COCC-14689。1500円）
コロムビアのシングルCDのシリーズ「キャラクタービジョンCD」の1枚として発売された[250]。
音源はカバー版である。
- 『恋しちゃいなタウン/もう泣かないよ』（2002年6月12日、BMG JAPAN。ダニエルとデュエット、1200円。「キティズパラダイス」オープニングテーマ）
- 『Hello! 生まれた意味がきっとある/ザ☆ピ〜ス!』（2022年6月12日、 UP-FRONT WORKS。ハロー!プロジェクトとのコラボ。デジタルシングルとして発売）

歌手がハローキティ（キティ）名義でないハローキティ関連のシングル。
- 『ワンダフルキティ』（1985年、サンリオレコード KTS-20002。500円。B面曲は「星のむこうは夢の国」。）
EP盤。歌手はUFO'S。
- 1980年、ポリドール/サンリオレコードよりハローキティのイメージソング『それはないよ子猫ちゃん』（DQQ5025; 作詞: 山川啓介; 作曲: 森田公一; 歌: ロミオ）がリリース。B面はしあわせ色の猫。
- 1990年、『キティちゃん音頭』が発表され[251]、同年6月21日発売の『サンリオ・キャラクターONDO』（ビクターエンタテインメント VICG-13016）に収録された（歌：JUNPEI）。

その他のシングル。
- 2004年、クレイジーケンバンドがハローキティを題材にした歌『OOPS!! KITTY CHANG』をリリースしている[252]。

### アルバム
- 『キャラクターアルバム ハローキティ』[253]
発売日：1992年7月21日
レーベル：サンリオより発売。
概要：アルバムCD版（SACV-2036）、カセットアルバム版が有ったが現在は廃盤。ハローキティのイメージソングを収録。全10曲[注釈 14]。
詳細：ジャケットデザインは白い背景に、バラを手にしたハローキティのフィギュアの写真が使用されている 。キティの他、けろっぴやキキとララが一緒に描かれ、エンブレム風に纏められたデザインのキャラクタードデカワッペンシールが付属する。
- 『トイキャラポップコレクション Vol.2 ファンシー&カワイイ編』
発売日：2017年3月22日
レーベル：ウルトラ・ヴァイヴ（ソリッドレコード）より発売。
概要：アルバムCD版（CDSOL-1781）、上記シングル盤（ 『あの子はキティ』『それはないよ子猫ちゃん』『おやすみキティ/だれかとだれかキティとミミィ』『ワンダフルキティ』）の8曲を収録する。ライナーノーツには各シングル盤についての概説や当時のジャケットデザインも収録されている[254]。

### イメージソング
これ以外にもサンリオ関連のCDやビデオ等でキティ名義の楽曲が多々ある。
サンリオピューロランドのキャラクターショーでは、『君の瞳に恋してる』や『ロコ・モーション』などのカバー曲を歌うこともある。
- 「ハローキティ」
作詞：八坂裕子[248] 作曲：宮川泰 編曲：佐橋俊彦 歌：キティ[253]
CDアルバム「キャラクターアルバム ハローキティ」（SACV-2036）の1曲目に収録。2分31秒。
1977年リリースの藤本房子のシングル「あの子はキティ」のB面曲「ハローキティ」のカバー版。現在一般に流通している音源はこちらのカバー版で、歌唱は現在のキティの担当声優である林原めぐみである。原曲はウエスタン調のアップテンポな曲[248] だが、新たに再編曲されており、キーや伴奏の雰囲気が異なる。サビ前の「アッ！」という発声は、オリジナル版を歌った藤本房子の持ち味であるしゃくりをアレンジしたものである。
OVAのオープニングテーマにも使用されているほか、2001年より全国で稼働している袋詰めポップコーン販売機「ハローキティのポンポンパック」シリーズの共通BGMとして、1番の歌い出しからサビ前までの部分が使用されている。ポップコーン販売機ではサビ前の「アッ！」で終わってしまうため、この部分の印象が強くなっており、ハローキティチャンネルでもたびたびネタにされている[255]。また、バンダイナムコエンターテインメントの音楽ゲーム『太鼓の達人』のPS4版『セッションでドドンがドン』にてプレイ可能楽曲としてショート版が配信されている。
- 「キティちゃん音頭」
作詞：JUNPEI,SAKO 作曲：立花瞳 編曲：槌田靖織 歌：JUNPEI
CDアルバム「キャラクターアルバム ハローキティ」（SACV-2036）の2曲目に収録。3分32秒。
- 「びっくりリボン - ミミィのテーマ -」
作詞/作曲：児島由美 編曲：スティーブ・ゴースティン 歌：冨永みーな
CDアルバム「キャラクターアルバム ハローキティ」（SACV-2036）の3曲目に収録。2分48秒。
- 「ハッピーバースディ」
作詞/作曲/編曲：長沢ヒロ 歌：キティ
CDアルバム「キャラクターアルバム ハローキティ」（SACV-2036）の4曲目に収録。1分32秒。キティが誕生日を祝ってくれる歌。
- 「ロンドン 私の街」
作詞/作曲/編曲：長沢ヒロ 歌：キティ[注釈 15]
CDアルバム「キャラクターアルバム ハローキティ」（SACV-2036）の5曲目に収録。3分28秒。
- 「あの子はキティ」
作詞：八坂裕子[248] 作曲：宮川泰 編曲：兼崎順一 歌：キティ[注釈 16]
1977年リリースの藤本房子のシングルのタイトル曲のカバー版。
CDアルバム「キャラクターアルバム ハローキティ」（SACV-2036）の6曲目に収録。2分20秒。
- 「ママにおてつだい」
作詞：おびかゆうこ、宮崎ナツミ 作曲/編曲：淡海悟郎 歌：キティ
CDアルバム「キャラクターアルバム ハローキティ」（SACV-2036）の7曲目に収録。2分20秒。
- 「ハローキティのおやゆびひめ - 世界名作映画館より -」
作詞/作曲：松宮恭子 編曲：兼崎順一[注釈 17] 歌：板橋亜美
CDアルバム「キャラクターアルバム ハローキティ」（SACV-2036）の8曲目に収録。2分20秒。
- 「GOOD DAYS GOOD FRIENDS」
作詞/作曲：児島由美 編曲：スティーブ・ゴースティン 歌：児島由美
CDアルバム「キャラクターアルバム ハローキティ」（SACV-2036）の9曲目に収録。2分58秒。キティの友だちについて歌う歌。
- 「ハローキティのえかきうた」
作詞：いちご新聞[注釈 18] 作曲：牧野三郎 編曲：兼崎順一 歌：牧野歌愛子
CDアルバム「キャラクターアルバム ハローキティ」（SACV-2036）の10曲目に収録。1分54秒。

## ゲーム

### FM-7
- ハローキティのかいものゲーム（富士通、FM-7、1984年発売、10000円）

### ファミリーコンピュータ
- ハローキティワールド（キャラクターソフト、ファミリーコンピュータ、1992年3月27日発売、5040円）
- ハローキティのおはなばたけ（キャラクターソフト、ファミリーコンピュータ、1992年12月11日発売、4179円）

### スーパーファミコン
- サンリオワールドスマッシュボール!（キャラクターソフト、スーパーファミコン、1993年7月16日発売）
- サンリオ上海（キャラクターソフト、スーパーファミコン、1994年8月31日発売）

### プレイディア
- ハローキティ ゆめのくにだいぼうけん（バンダイ、プレイディア、1994年9月28日発売）

### ゲームボーイ
- サンリオうらないパーティ（イマジニア、ゲームボーイ、1997年12月5日発売、3129円）　その名の通り占いだけを行うためのソフト。2000年問題に対応している。ハローキティの他、当時人気絶頂であったバッドばつ丸も登場する。占いの結果の計算に時間がかかるという演出がある[256]。
- フェアリーキティの開運辞典（イマジニア、ゲームボーイカラー、1998年12月11日発売、4179円） 『サンリオうらないパーティ』と同じく占いができる上にミニゲームが遊べるなどゲーム性も持っている。占いの説明に漢字が使用される[257]。
- ハローキティのマジカルミュージアム（イマジニア、ゲームボーイカラー、1999年4月28日、4179円）
- ハローキティのビーズ工房（イマジニア、ゲームボーイカラー、1999年7月17日発売、4179円）
- ハローキティのスウィートアドベンチャー 〜ダニエルくんにあいたい〜（イマジニア、ゲームボーイカラー、2000年7月19日発売、4179円）
- ディアダニエルのスウィートアドベンチャー 〜キティちゃんをさがして〜（イマジニア、ゲームボーイカラー、2000年7月19日発売、4179円）
- ハローキティとディアダニエルのドリームアドベンチャー（イマジニア、ゲームボーイカラー、2001年4月14日発売、4725円）
- ハローキティのハッピーハウス（エム・ティー・オー、ゲームボーイカラー、2002年3月2日発売、4725円）

### 3DO
- ハローキティ あそびのおもちゃばこ（MIZUKI、3DO、1995年6月16日発売、6090円）

ポケットハローキティ (任天堂、1998年8月21日（金）発売、希望小売価格 2,500円（税別）)

### ドリームキャスト
- ハローキティのラブリーフルーツパーク（セガ、ドリームキャスト、1999年11月25日発売、2940円）
- ハローキティのマジカルブロック（セガ、ドリームキャスト、2000年3月30日発売、2940円）
- ハローキティの「音なる」メール（セガ、ドリームキャスト、2000年4月13日発売、2940円）
- ハローキティのわくわくクッキーズ（セガ、ドリームキャスト、2000年8月10日発売、2940円）

### PlayStation
- ハローキティのキューブでキュート（ディースリー・パブリッシャー、PlayStation、1998年6月25日発売）
- Kitty the Kool!（イマジニア、PlayStation、1998年11月26日発売、5040円）
  - 発売当時のリズムゲームブームに便乗したゲームの1つ。歌舞伎を意識した和風の出で立ちでヒップホップのリズムを奏でる奇妙な世界観が特徴だが、ゲームとしては楽曲に手拍子で合いの手をいれるだけという単純なものになっている。
- ハローキティホワイトプレゼント（ハドソン、PlayStation、1998年12月17日発売）
- SIMPLE1500シリーズ ハローキティ（ディースリー・パブリッシャー、PlayStation、2001年8月30日・10月25日発売、各1575円）
- ハローキティのおしゃべりタウン（アトラス、PlayStation、2001年10月11日発売、3990円）
※キティ型のコントローラーがセットになったものは、2000年12月14日発売で価格は5145円
- ハローキティのおしゃべりABC（アトラス、PlayStation、2001年10月11日発売、3990円）
- ハローキティのおうちへおいでよ!（バンプレスト、PlayStation、2002年7月18日発売、3990円）
- ハローキティとアルバム日記をつくりましょ!（バンプレスト、PlayStation、2003年3月27日発売、7140円）
- ご当地ハローキティすごろく物語（バンダイ、PlayStation、2003年6月19日発売、5040円）

### ゲームボーイアドバンス
- ハローキティコレクション ミラクルファッションメーカー（イマジニア、ゲームボーイアドバンス、2001年10月19日発売、5460円）開発：access

### PlayStation 2
- SIMPLE2000シリーズ ハローキティ（ディースリー・パブリッシャー、PlayStation 2、2002年11月14日発売、各2100円）
- ハローキティのピコピコ大作戦!（ハムスター、PlayStation 2、2005年4月28日発売、5040円）

### ニンテンドーDS
- ハローキティのご当地コレクション 恋のどきどきトラベル（ロケットカンパニー、2007年6月21日発売[258]、4800円）ゲーム公式サイト（アーカイブ）
- ハローキティのおしゃれパーティー サンリオキャラクターずかんDS（フロム・ソフトウェア、2007年7月26日発売[259]、4800円）ゲーム公式サイト（アーカイブ）
- 毎日ステキ！ハローキティのライフキット（ドラス、2007年9月13日発売[260]

、2940円）ゲーム公式サイト（アーカイブ）
- ハローキティのパンダスポーツスタジアム（ドラス、2008年7月17日発売[261]、4200円）ゲーム公式サイト（アーカイブ）
- ハローキティのパクパク＆ロジック（ドラス、2009年7月30日発売[262]、3150円）ゲーム公式サイト（アーカイブ）

### PlayStation Portable
- ハローキティのハッピーアクセサリー （ドラス、2009年5月28日発売[263]、3,990円）ゲーム公式サイト（アーカイブ）
- ハローキティといっしょ! ブロッククラッシュ123!!（ドラス、	2010年7月15日発売[264]、4,200円、DL版3,200円）ゲーム公式サイト（アーカイブ）

### ニンテンドーDSiウェア
- キャラ・パシャ!ハローキティ（日本コロムビア、2010年12月8日より配信開始[265]、500DSiポイント）ゲーム公式サイト（アーカイブ）
- HelloKittyのみんなの塗り絵（Collavier、2011年7月20日より配信開始[266]、800DSiポイント）ゲーム公式動画（YouTube）

### ニンテンドー3DS
- ハローキティとせかいりょこう! いろんなくにへおでかけしましょ! 英名：Travel Adventures with Hello Kitty

発売元：アイディアファクトリー、販売元： コンパイルハート、 バーグサラ・ライトウェイト
発売日： 2012年6月21日 (5,184円)、 2013年10月1日、 2013年5月17日
ゲーム公式サイト（アーカイブ）
- ハローキティといっしょ! ブロッククラッシュZ（ドラス、2012年10月11日発売[269]、4,200円）ゲーム公式サイト
- ハローキティとまほうのエプロン リズムクッキング♪　英名：Hello Kitty's Magic Apron

販売元： エクサム、 バーグサラ・ライトウェイト
発売日： 2013年12月12日 (5,480円、DL版4,980円)、 2015年11月6日、 2016年1月28日
ゲーム公式サイト（アーカイブ）
- ハローキティとサンリオキャラクターズ ワールドロックツアー　英名：Hello Kitty & Friends: Rock n' World Tour

販売元： バーグサラ・ライトウェイト、 Rising Star Games
発売日： 2015年7月16日 (4,536円)、 2015年11月13日
ゲーム公式サイト

### ニンテンドー3DS ダウンロードソフト
- ハローキティのキラキラわくわくレース　英名：Hello Kitty and Sanrio Friends 3D Racing

販売元： バーグサラ・ライトウェイト、 マジェスコ・エンターテインメント、 PQube
配信開始日： 2014年11月11日、 2015年2月27日、 2016年3月23日（864円）
ゲーム公式サイト（アーカイブ）
- 新みんなの塗り絵 Hello Kitty（Collavier、2016年11月30日より配信開始[276]、500円）ゲーム公式サイト（アーカイブ）

### PlayStation Vita
- ハローキティといっしょ! ブロッククラッシュV（ドラス、2012年6月7日発売[277]、4,936円、DL版4,800円）ゲーム公式サイト

### キッズコンピュータ・ピコ
- ハローキティのたのしいぶとうかい（セガ・エンタープライゼス、1993年6月26日発売、3980円）（廉価版：1998年発売、2980円）
- ハローキティのまちへおでかけ（イマジニア、1995年10月31日発売、4980円） ※育脳塾用ソフト
- ハローキティのすてきなたからもの（イマジニア、1995年11月4日発売、4980円） ※育脳塾用ソフト
- ハローキティのすてきなおたんじょうび（セガ・エンタープライゼス、1997年発売、3980円）
- サンリオピューロランドにいこう! キティとみんなのはじめてキーボード!（セガトイズ、2000年発売、6800円）
- ハローキティとマクドナルドであそぼ!（セガトイズ、2001年10月1日発売、4980円）
- ハローキティのたのしいおみせやさん（セガトイズ、2002年11月発売、3980円）

### アドバンスピコ・ビーナ
- ハローキティのひらがな・カタカナ おなまえかいてみよう!（セガトイズ、2008年4月3日発売、3900円）

### クラウドゲーム
- ハローキティのどきどきフルーツペタンク（ブロードメディア、Gクラスタ、2013年12月12日より配信開始）

### アーケードゲーム
- ハローキティとまほうのエプロン 〜サンリオキャラクター大集合!〜（エクサム、トレーディングカードゲーム、2010年7月26日より稼動）

### ブラウザゲーム
- ハローキティ・ハッピーアップルズ（ディー・エヌ・エー、OpenFeint、2009年11月11日より配信開始）
- ハローキティとチョロQ旅行♪（ディー・エヌ・エー、モバゲータウン、2010年8月16日より配信開始）
- ご当地キティコレクション（イマジニア、mixi / コロプラ、2011年2月4日よりmixi版・同年8月31日よりコロプラ版配信開始）
- マイハローキティ（gumi・サンリオウェーブ、GREE、2011年2月25日より配信開始）
- ハローキティくるキャラ雑貨店（ナウプロダクション、Mobage / Yahoo!モバゲー、2011年5月23日よりスマホ版から順に配信開始）
- HELLO KITTY シャッフルパズル（ORSO、GMOメディア、2011年6月28日より配信開始）HELLO KITTY meets mutaがモチーフ
- もんすたあチルドレン（ケイブ、GREE、2011年9月2日より配信開始）
- キティズBeatパラダイス（サンリオウェーブ、GREE、2012年1月4日より配信開始）ハローキティといっしょ!がモチーフ
- キティ☆コレ 〜目指せ!ナンバー1キティラー〜（日本エンタープライズ・サンリオウェーブ、GREE、2012年2月8日より配信開始）
- ハローキティ もんすたあチルドレン（ケイブ、GREE、2012年2月10日より配信開始）
- ハローキティとまほうのエプロン〜サンリオキャラクターと農園ライフ〜（VERVE・エクサム、GREE、2012年6月25日より配信開始）
- マイハローキティ2（サンリオウェーブ、GREE、2012年7月04日より配信開始）
- るんるんはろーきてぃ（日本エンタープライズ・サンリオウェーブ、dゲーム、2013年7月23日より配信開始）
- るんるんはろーきてぃ2（日本エンタープライズ・サンリオウェーブ、Mobage、2014年1月24日より配信開始）

### ネイティブアプリ
モバイル用にミニゲームのアプリケーションが各販売サイトにて配信されている。

## 本
「ハローキティの『ニーチェ』強く生きるために大切なこと」(朝日文庫編集部 編)ISBN：9784022647429   発売日：2014年8月7日

## コラボレーション

### au（KDDI・沖縄セルラー電話連合）
- A3014S ハローキティモデル

### ソフトバンクモバイル（現・ソフトバンク）
- SoftBank 707SC スワロフスキー・クリスタルバージョン
- fanfun. SoftBank 815T
- SoftBank 831SH KT
- Photo Vision SoftBank HW001 KT
- SoftBank 942SH KT
- SoftBank 007SH KT

### KORG
- AW−2 シリーズ　ハローキティモデル
- CLIP-ON TUNER シリーズ ハローキティバージョン
- tinyPiano ハローキティモデル

### オーラ
- Hello Kitty FIGURINE KT-01（ハローキティフォン）

### 鷹の爪団
アニメ『秘密結社鷹の爪』に登場する鷹の爪団とのコラボレーション企画「世界ナカヨク」を2012年7月から実施。キデイランドでコラボグッズを販売。

### ちょるる（山口県）
山口県のゆるキャラ「ちょるる」と「おともだち協定」を2013年2月25日に結んだ。この協定は、前年12月のサンリオピューロランドのイベント「2012 SANRIO THANKS PARTY！」で出会ったことをきっかけに、山口県がサンリオへの働きかけたことで実現したもので、ハローキティが他のキャラクターとこのような協定を結ぶのは初めてとなる。今後、イベントでの相互出演やコラボレーショングッズの開発・情報発信などを通じて人々に元気を届けることとしている。

### ドラえもん
『ドラえもん』とのコラボを2015年8月から実施。サンリオ及びライセンシー50社がコラボグッズを販売。『いちご新聞』2015年5月号（567号）の表紙にてキティとドラえもんが共演している。

### クレヨンしんちゃん
「ハローキティ」の誕生45周年を記念して『クレヨンしんちゃん』とコラボを実施、2019年2月5日よりハローキティとクレヨンしんちゃんのキャラクターが共演したさまざまなコラボグッズが発売されている。名古屋・札幌パルコにはクレヨンしんちゃんとのコラボカフェも期間限定でオープンしている。
アニメ『クレヨンしんちゃん』の2019年5月10日放送分「キティちゃんVSブリィちゃんだゾ」でハローキティがゲスト出演した。
なお、アニメ「クレヨンしんちゃん」におけるサンリオがデザインしたキャラクターとの共演は、2014年2月28日に放送された「ゴーちゃん。」に次いで2例目となる。
ハローキティのデザイナーの山口裕子が『まんがタウン』2019年3月号で「クレヨンしんちゃん」の世界に「アクション仮面」のファンとして登場している。

### 仮面ライダー
- 2018年、仮面ライダー555とのコラボ[288]。
- 2019年、仮面ライダー電王とのコラボ[289]。

### スーパーマリオメーカー
Wii U専用ゲームソフト「スーパーマリオメーカー」にて、ハローキティのキャラマリオが「サンリオキャラクターズ」としてマイメロディと共に配信（キャラマリオはコースをクリアすると入手できる）。

### JR西日本
2008年11月1日、JR西日本のIC乗車券「ICOCA」のキャラクター「カモノハシのイコちゃん」とのコラボレーションで、キティがカモノハシのイコちゃんの被り物をしたぬいぐるみを発売。ちなみにキティとカモノハシのイコちゃんは誕生日が同じ11月1日である。

### DCコミックス
2014年から多くのアメコミを刊行しているDCコミックスの女性キャラクター「ワンダーウーマン」「スーパーガール」「バットガール」「ハーレイ・クイン」「キャットウーマン」「ポイズン・アイビー」とコラボレーションを行いグッズが展開されている。
2017年にはガル・ガドット主演の実写映画『ワンダーウーマン』の公開を記念してコラボレーションが行われた。

### 三井不動産
三井不動産リアルティはサンリオの協力のもと、2016年の1月の東京浅草を皮切りに、名古屋栄、福岡中洲、岡山表町、仙台一番町、大阪浪速の全国6ヶ所でハローキティとコラボレーションした駐車場を運営し、浅草では参道の石畳や提灯、名古屋では手羽先やシャチホコ、福岡ではめんたいこやラーメン岡山では桃太郎にちなんだ動物や岡山城、仙台では仙台七夕まつり、大阪ではたこ焼きや串かつといったデザインが盛り込まれた地域色のあるハローキティの看板やパネルが設置され、場所によってはベンチや記念撮影のフォトスポットなども設けられている。

### その他コラボレーション
- 2002年3月、サンリオとワーナー・ブラザースとの共同開発で、キティとトゥイーティーがコラボレーションされたキャラクターグッズを発売開始した。
- タリナ・タランティーノ（英語版）　アメリカ人のコスチューム・ジュエリー（英語版）デザイナー。ハローキティとのコラボジュエリーを発売している。
- キモラ・リー・シモンズ　日系アメリカ人ファッションモデル、デザイナー。2006年彼女のブランド「Simmons Jewelry Co.」でコラボジュエリーを発表した[296]。
- 2007年、浜崎あゆみのライブツアーで、本人のイメージキャラクター「ayupan」とコラボレーションした「ayupan×ハローキティ」のグッズが発売された。翌年以降にも、コラボレーションしたグッズが度々発売されている。
- 2008年7月18日、日本テレビ系朝の情報番組「ズームイン!!SUPER」とのコラボレーションで、キティが同番組キャラクター「ズーミン・チャーミン」の被り物をした「ハローキティ×ズーミン&チャーミン コラボグッズ」が発売。
- 2009年8月、アイドルユニット「Pabo」とのコラボレーショングッズが発売された。
- 2009年11月、Jリーグのセレッソ大阪とのコラボレーショングッズを発売。
- 2009年12月、ブライスとのコラボレーションドール「リボネッタウィッシュ」を3000体限定で発売。山口裕子がドールのデザインを担当している。
- 2010年、南アフリカワールドカップの開催を記念し、サッカー日本代表のサポーターであるウルトラスとのコラボレーショングッズを発売。前回のドイツワールドカップでも同様のコラボレーションを実施している。
- 2010年12月、東京スポーツとのコラボレーショングッズを発売。キティの話題が一面の東スポをキティ自身が読んでいるというデザイン[297]。
- 2011年1月、たちばな出版とコラボレーションにより、同社のノベルティグッズとして、ハローキティのうどんを製作。7月までの期間限定で、同社書籍の購入者に書店で頒布された[298]。
- 2011年8月、AKB48とのコラボレーショングッズを発売。チェック柄のステージコスチューム姿で、リボン中央に「A」「K」「B」と各チームのエンブレムが入っている（「チーム4」バージョンは間に合わなかったので作られていない）。
- 2011年10月、日本百貨店協会とのコラボレーショングッズを発売。1930年代風・1970年代風・現代風の3種の案内嬢姿の、携帯電話用ストラップ（厳密には根付）。売り上げは東日本大震災被災児童の支援に使われる。
- 2013年4月、セディナカードとのコラボレーションにより、同社の主力カード3種の券面にハローキティ柄が採用される[299]。
- 2014年2月14日、初田製作所とのコラボレーションにより、同社の住宅用消火器にハローキティ柄が採用される[300]。
- 2014年8月、VOGUE JAPANとのコラボレーションにより、グッチの2014年秋冬コレクションを纏ったハローキティがフレームになった、無料カメラアプリが誕生した[301]。
- 2017年10月、Vプレミアリーグのマスコットキャラクター「ブイリー」とコラボレーションしたグッズが発売された。
- 2018年9月、『深夜!天才バカボン』の最終回にて本官さんの相棒という設定で登場。声はアニメやサンリオピューロランド同様、林原（クレジットでは「キティ・ホワイト」名義）が担当。
- 2020年3月、タカラトミーの『新幹線変形ロボ シンカリオン』とのコラボレーションにより、ハローキティ新幹線（前出）をモチーフとした「DXS シンカリオン ハローキティ」が発売された[302]。2021年8月には、アニメ『新幹線変形ロボ シンカリオンZ』にも登場した[303]。
- 2020年11月、あfろ原作のテレビアニメ『ゆるキャン△』とコラボレーション。これは上述の通りキティが「富士の国やまなし観光ナビゲーター」を務めていることと、同作品が山梨県を主な舞台にしていることからの繋がりで企画されたもので、同作品第2期ティザービジュアルを元にキティファミリーがキャンプ場から湖面の向こうの富士山を眺めるコラボビジュアルが制作されたほか、キティが同作品内の舞台のモデルとなった場所を巡ったりキャンプに挑戦する動画を公開。また、同作品メインキャラクター5人とキティを含めたサンリオキャラクターズとのコラボビジュアルも制作されている[304][305]。
- 2020年12月、けものフレンズ3とのコラボレーションで2020年12月24日 - 2021年1月8日にかけての期間限定イベント「フシギな友達 キティ&ミミィサーバル」が開催される[306]。
- 2021年5月、資生堂のメイクアップブランド『INTEGRATE』とコラボレーション。限定デザインパッケージのアイテム（全4品目・8品種）を発売[307]。
- 2022年3月中旬より、AKB48の15周年を記念してデザインされた「ハローキティ×AKB48」の限定アイテムがサンキューマートより発売。限定デザインのハローキティは、AKB48の衣装プロデュースを手掛けるオサレカンパニー監修による特別デザイン[308]。

## 著作権問題
- 2007年5月、中国の石景山遊楽園に、数々のパクリキャラクターと共に偽キティちゃんが存在することが報道される。
- 2010年10月、キティの友人という設定のサンリオキャラクター、「キャシー」が自身のキャラクター「ミッフィー」を模倣しているとし、ディック・ブルーナがサンリオに対して関連製品の生産停止を求める訴訟を起こした[309][310]。11月、公判が行なわれたアムステルダムの裁判所はブルーナの主張を認め、ベネルクス3国域内での製造販売禁止と判決不服従の場合の間接強制をサンリオに命令。その後、2011年6月、サンリオとブルーナは双方が起こしていた裁判を互いに取り下げ、訴訟費用を東日本大震災の復興支援に充てることで和解した[311]。
- 2013年1月、甲府中央商店街が町おこしの一環としてハローキティの石像を飾ったが[312]、サンリオとのキャラクター使用許諾契約の締結が不十分だったため報道で事情を知ったサンリオ側が甲府中央商店街を管轄する甲府商店街連盟に抗議を行い、除幕式から2日後に撤去された[313][314]。なお、現在は使用許諾契約を結び直して再設置されている[315]。この時取材を受けたサンリオからは「ハローキティに限らずサンリオが著作権を持つキャラクターの使用については個人が非営利目的で使用については承諾を得なくても使用を許しているが、個人・企業・団体が営利目的で使用する場合はサンリオとの使用承諾を得る必要がある（この場合営利団体が街おこしのためハローキティを使用しているとのことから営利目的とみなされる）。」としている[316]。